# Депортация чеченцев и ингушей
Депорта́ция чече́нцев и ингуше́й, или операция «Чечеви́ца» (чечен. До́хадар, а́рдахар, ма́хках да́хар — «выселение, разрушение»; ингуш. Ме́хках да́ккхар, ме́хках ба́хар) — насильственное выселение граждан чеченской и ингушской национальностей с территории Чечено-Ингушской АССР и прилегающих к ней районов в Казахскую и Киргизскую ССР (а также частично в Узбекскую и Таджикскую ССР), осуществлённое в Советском Союзе в период с 23 февраля по 9 марта 1944 года. В ходе операции, по различным оценкам, было выселено от 500 до 650 тысяч чеченцев и ингушей. Депортация являлась частью политики депортации народов в СССР.
В ходе выселения и первые годы после него погибли примерно 100 тысяч чеченцев и 23 тысячи ингушей, то есть примерно каждый четвёртый из обоих народов. Непосредственно участвовали в осуществлении депортации 100 тысяч военнослужащих, ещё примерно столько же были приведены в боевую готовность в соседних регионах. Было отправлено 180 эшелонов с депортированными. Чечено-Ингушская АССР была упразднена, а на её территории создана Грозненская область. Часть бывших райнов республики районов вошла в состав Северной Осетии, Дагестана и Грузии. Проживавшие в Грузинской ССР кистинцы и бацбийцы, этнически близкие к чеченцам и ингушам, депортации не подвергались.
В качестве причин депортации официально назывались массовое сотрудничество с оккупантами, антисоветская деятельность и бандитизм. Однако вайнахи физически не могли сотрудничать с оккупантами ввиду отсутствия оккупации. Вермахт смог захватить лишь незначительную часть Малгобекского района и довольно скоро был выбит оттуда. Масштабы антисоветской деятельности и бандитизма в республике также не превышали аналогичных показателей в соседних регионах. Официальные данные были сфальсифицированы для оправдания действий власти. Реальные причины депортации не установлены до сих пор. Депортация народов, ликвидация их государственности и изменение границ были незаконными, поскольку не предусматривались никакими законными или подзаконными актами.
После депортации коренного населения были предприняты усилия по уничтожению следов его пребывания на этой территории: населённым пунктам присваивались русские и осетинские названия, осквернялись и разграблялись мечети и кладбища, надгробные камни использовались для строительных и дорожных работ, жглись книги на чеченском и ингушском языках, из уцелевших удалялись упоминания о вайнахах, из музейных коллекций удалялись «неполиткорректные» экспонаты, уничтожались и расхищались рукописные книги и библиотеки, золотые и серебряные украшения, оружие, ковры, утварь, мебель и т. д.
Указами Президиумов Верховных Советов СССР и РСФСР 9 января 1957 года Чечено-Ингушская АССР была восстановлена, однако при этом её границы были изменены. Верховный Совет СССР утвердил указ своего Президиума и вернул в Конституцию СССР упоминание об автономии. Чеченцам и ингушам было разрешено вернуться на родину. В результате непродуманной и непоследовательной реализации решений власти и сопротивления части партийно-советской номенклатуры в центре и на местах процесс восстановления затянулся, был сопряжён со многими трудностями и создал новые проблемы. Из-за взаимных провокаций и при попустительстве республиканских властей только за 1957 год из республики уехало более 113 тысяч представителей некоренного населения.

## Причины депортации
Указ Президиума Верховного Совета СССР от 7 марта 1944 года о ликвидации Чечено-Ингушской АССР и об административном устройстве её территории гласил:
В связи с тем, что в период Отечественной войны, особенно во время действий немецко-фашистских войск на Кавказе, многие чеченцы и ингуши изменили Родине, переходили на сторону фашистских оккупантов, вступали в отряды диверсантов и разведчиков, забрасываемых немцами в тылы Красной Армии, создавали по указке немцев вооружённые банды для борьбы против советской власти, а также учитывая, что многие чеченцы и ингуши на протяжении ряда лет участвовали в вооружённых выступлениях против советской власти и в течение продолжительного времени, будучи не заняты честным трудом, совершают бандитские налёты на колхозы соседних областей, грабят и убивают советских людей, — Президиум Верховного Совета СССР постановляет:
1. Всех чеченцев и ингушей, проживающих на территории Чечено-Ингушской АССР, а также в прилегающих к ней районах, переселить в другие районы СССР, а Чечено-Ингушскую АССР ликвидировать.

Совнаркому СССР наделить чеченцев и ингушей в новых местах поселения землёй и оказать им необходимую государственную помощь по хозяйственному устройству…
Тезис о массовом сотрудничестве с оккупантами несостоятелен ввиду отсутствия самого факта оккупации. Вермахтом была захвачена только незначительная часть Малгобекского района Чечено-Ингушетии и фашисты были выбиты оттуда через три месяца. Реальные причины депортации окончательно не установлены и до сих пор являются предметом ожесточённых дискуссий. Кроме того, депортация народов, ликвидация их государственности и изменение границ были незаконными, поскольку не предусматривались ни Конституциями Чечено-Ингушетии, РСФСР или СССР, ни какими-либо другими законными или подзаконными актами. В современной историографии эти обвинения рассматриваются как несправедливые и лицемерные, а отмена судебного разбирательства против конкретных лиц, приписывание коллективной вины и применение коллективного наказания по признаку этнической принадлежности признаются серьёзными преступлениями против человечества.

### Коллаборационизм
C начала войны до января 1944 года в республике было ликвидировано 55 банд, убито 973 их участника, арестован 1901 человек. На учёте НКВД на территории Чечено-Ингушетии состояло 150—200 бандформирований численностью в 2-3 тысячи человек (примерно 0,5 % населения).
Утверждения о том, что причиной депортации было большое количество антисоветски и профашистски настроенных элементов и их аномально высокая активность, оспариваются рядом авторов. В августе 1943 года на всём Северном Кавказе действовало 156 незаконных вооружённых формирований, состоявших из 3485 человек. В том числе: в Чечено-Ингушетии — 44 (300 участников), в Кабардино-Балкарии — 47 (900 участников), в Дагестане — 1500 участников, тысяча дезертиров и 800 человек, уклоняющихся от мобилизации. В Северной Осетии за три года войны — 4366 дезертиров, 862 случая уклонения от службы, также активизировались «политбанды» и диверсанты абвера. С начала войны до второй половины 1944 года по Северному Кавказу было отмечено 49 362 случая дезертирства, из них по Краснодарскому краю — 23 711 случаев, по Ставропольскому краю — 10 546, по Чечено-Ингушетии — 4441, по Северной Осетии — 4366.
Полковник НКВД Султан Албогачиев, бывший в период с февраля 1941 по сентябрь 1943 года наркомом внутренних дел Чечено-Ингушской АССР, в 1963 году писал:
Бандитов в горах Чечни было не больше, чем в других регионах страны… По моим подсчётам, в горах Чечни было в то время около 300 бандитов, в том числе около 160—170 активно действующих… Повторяю ещё раз — не было никаких причин для выселения чеченцев и ингушей. Это подтвердил и сам Берия во время процесса над ним в 1953 году.
… в сентябре 1941 г. военкомат республики по требованию Северо-Кавказского военного округа в ходе настоящей воинской облавы на мирное население загнал в вагоны эшелонов 13 тысяч невоеннообязанных жителей Чечено-Ингушской АССР, включая подростков, больных, стариков, инвалидов и беременных женщин, которые, будучи, вывезены в Ростовскую область, не дойдя до линии окопов, были рассеяны немецкой авиацией и смяты бегущими в панике войсками. До Ростова-на-Дону добралось в живых не более 2 тысяч обезумевших людей, которых вывезла в Грозный специальная государственная комиссия из Чечено-Ингушетии.
В августе 1942 года один из организаторов антисоветского движения в регионе Майрбек Шерипов во главе отряда в 150 человек вошёл в село Химой и разграбил его. Операция была согласована с начальником отдела по борьбе с бандитизмом НКВД Чечено-Ингушетии Идрисом Алиевым, который накануне вывел из села отряд НКВД. В результате в отряд Шерипова стали со всей республики стекаться недовольные советской властью. Этот отряд двинулся к селу Итум-Кали, где был встречен большими силами НКВД и разгромлен.
25 августа 1942 года, привлечённые слухами о масштабном восстании, гитлеровцы сбросили в Галашкинский район большую группу диверсантов под руководством Османа Губе. Группа сразу же оказалась под полным контролем советских спецслужб. Она просуществовала в течение четырёх месяцев, пока НКВД не приняло решение о её ликвидации.
Реальная численность банды другого известного противника власти Хасана Исраилова, включая внедрённых в её состав агентов НКВД, никогда не превышала 14 человек. Контакты между командирами немецких диверсионных групп и Исраиловым носили эпизодический характер и происходили только через сотрудников советских спецслужб, действовавших под видом нелегалов и выполнявших функции проводников и советников.
По мнению ряда историков, ситуация с «широким антисоветским движением» в Чечено-Ингушетии являлась лишь грандиозной игрой органов советской госбезопасности. В пользу этого объяснения говорит и тот факт, что руководители местных спецслужб, якобы поддерживавшие бандитов и резко критикуемые республиканскими партийными органами за бездействие, получали благодарности, ордена и чины от центрального руководства. Нарком НКВД Чечено-Ингушской АССР Султан Албогачиев за год с небольшим получил боевой орден, внеочередное звание и в 1943 году был переведён на работу в Москву. Все недовольные советской властью, контактировавшие с Исраиловым, рано или поздно попадали в руки НКВД. Хасуха Магомадов, примкнувший к группе Исраилова, вскоре заметил эту закономерность. После ликвидации очередной группы немецких парашютистов он тайно покинул банду и до самой своей гибели в 1976 году действовал самостоятельно.
… в апреле 1943 г. под руководством бывшего заместителя наркома внутренних дел Чечено-Ингушской АССР Колесникова проводились операции по борьбе с бандитизмом на территории Чечено-Ингушской АССР. При проведении этих операций работниками НКВД во главе с Колесниковым задерживались лица, подозреваемые в связях с бандитами, а затем незаконно, без суда и следствия, расстреливались. Всего в апреле—мае 1943 г. было расстреляно 25 человек ни в чём не повинных граждан.
Так, например, по указанию Колесникова в селе Бачи-Юрт было задержано 19 чел. местных граждан, подозревавшихся в связях с бандитами. Эти граждане Колесниковым были переданы для конвоирования их в Курчалоевский райотдел НКВД командиру кавалерийского взвода Волосову. Во время конвоирования из числа задержанных 17 человек, в т. ч. 15-летняя девушка, по приказанию Волосова были расстреляны и 1 человек тяжело ранен. Скрывая свое преступление, Волосов доложил Колесникову, что задержанные были убиты якобы при попытке к бегству, в то время как это не соответствовало действительности. Колесников же не принял мер к расследованию этого чрезвычайного происшествия и неосновательно дал заключение о правильности применения оружия.
В селе Бельты в апреле 1943 г. было задержано 4 человека, которые под конвоем во главе командира отделения милиции Дубасова были направлены в распоряжение Колесникова для выяснения их личности. В пути следования конвой, без всяких поводов, расстрелял граждан и их трупы доставил в райотдел НКВД. Старший конвоя Дубасов ложно доложил Колесникову и Волосову, что задержанные были убиты при попытке к бегству. Колесников и в этом случае не принял мер к установлению обстоятельств расстрела 4 задержанных граждан, а ограничился необоснованным донесением наркому внутренних дел Чечено-Ингушской АССР о том, что задержанные были расстреляны при попытке к бегству.
В мае 1943 г. по указанию Колесникова командиром батальона войск НКВД майором Мейшвили незаконно были расстреляны жители хутора Кулой братья Батаевы Байсар и Баим, Питалов Джамалани и Чебиев Мавла, задержанные за связь с бандитами.
Бывшие работники НКВД Чечено-Ингушской АССР, виновные в незаконных расстрелах советских граждан, до сих пор остаются ненаказанными. Колесников является пенсионером МВД, нигде не работает, Волосов и Дубасов работают на предприятиях г. Грозного. В данное время все они проживают в г. Грозном. Местожительство Мейшвили неизвестно….
Многие чеченцы и ингуши воевали в составе Красной армии. Примерно 9 тысяч чеченцев и ингушей находились на службе в частях РККА в момент начала войны, и ещё 30-40 тысяч влились в её ряды в течение двух лет войны. В обороне Брестской крепости участвовали 420 выходцев из Чечено-Ингушетии, из которых 270 были горцами. Одним из защитников Брестской крепости был Магомед Узуев, которому в 1996 году посмертно было присвоено звание Героя Российской Федерации.
С 24 июня по 10 июля 1941 года более 17 тысяч жителей республики записались в народное ополчение, из них около 10 тысяч составляли вайнахи. На территории Чечено-Ингушетии были сформированы 317-я стрелковая дивизия и 114-й чечено-ингушский кавалерийский дивизион на 80 % состоявший из горцев (в составе 4-го казачьего кавалерийского корпуса под командованием генерала Кириченко). Эти воинские формирования сражались на моздокско-малгобекском направлении. Помимо упомянутых, в республике также были сформированы 242-я горнострелковая дивизия, 16-я сапёрная бригада, 4-я маневренно-воздушная бригада, автобатальон, стрелковая маршевая дивизия, несколько резервных подразделений.
С ноября 1941 года в Грозном шло формирование 114-й Чечено-Ингушской кавалерийской дивизии. В дивизию записалось на 600 человек больше добровольцев, чем полагалось по штату. Однако завершить её формирование не удалось: в начале 1942 года был издан секретный приказ о прекращении призыва чеченцев и ингушей в действующую армию и о ненаграждении отличившихся бойцов из их числа. С просьбой к правительству набрать из числа жителей Чечено-Ингушетии добровольцев обратилась группа чеченских и ингушских офицеров. В 1942 году на базе дивизии был сформирован 255-й отдельный Чечено-Ингушский кавалерийский полк, который принял участие в Сталинградской битве. Из-за больших потерь, понесённых в ходе битвы, и невозможности пополнить его состав из Чечено-Ингушетии командованием было принято решение из остатков полка создать два разведывательных кавалерийских дивизиона и влить их в 4-й кавалерийский корпус под командованием генерал-лейтенанта Т. Т. Шапкина.
Звания Героя Советского Союза были удостоены 36 воинов из 147 представленных к званию уроженцев Чечено-Ингушетии, но только 6 награждённых были чеченцами (включая Мовлади Висаитова, удостоенного звания в 1990 году). При этом в наградных документах они были записаны под другими национальностями (Хаваджи Магомед-Мирзаев был записан татарином, Ирбайхан Бейбулатов — кумыком, Хансултан Дачиев — осетином, Ханпаша Нурадилов — азербайджанцем, национальность Абухаджи Идрисова вообще не была указана). В то же время, из 110 уроженцев Северной Осетии, представленных к званию Героя, удостоились этой чести 75 бойцов.
К присвоению звания Героя были представлены дважды Махмуд Амаев, А. Ахтаев, А.-В. Ахтаев, Даша Акаев, З. Ахматханов, Я. Алисултанов, Али Гучигов, Хаваджи Магомед-Мирзаев, Ирбайхан Бейбулатов, С. Мидаев, У. Касумов, И. Шаипов, А.-X. Исмаилов; трижды: Абухаджи Идрисов, Мовлади Висаитов, Сакка Висаитов, Маташ Мазаев, И. Уциев; четырежды: Ханпаша Нурадилов.
После начала депортации представители репрессированных народов были демобилизованы из Красной Армии и направлены для работы в тыловых частях. Однако некоторые участники войны оставались в действующей армии и после депортации. Будущий Герой Советского Союза, командир кавалерийского полка Мавлид Висаитов остался в войсках и был одним из первых, кто встретился с американскими войсками на Эльбе. Магомед Индербиев, впоследствии министр здравоохранения Чечено-Ингушетии, участвовал в штурме Берлина, Дрездена и освобождении Праги. Командир кавалерийского полка Сакка Висаитов участвовал в освобождении Чехословакии, войне с Японией, был единственным чеченцем — участником Парада Победы. Командир взвода отдельной разведывательной роты Дуда Энгиноев прошёл советско-финскую и Великую Отечественную войны и стал полным кавалером ордена Славы.
В 1996 году за подвиги, совершённые во время Великой Отечественной войны, звание Героя Российской Федерации было присвоено чеченцам Канти Абдурахманову, Мовлади Умарову, Магомеду Узуеву и ингушам Мурату Оздоеву, Ширвани Костоеву, Ахмеду Мальсагову.
Активно помогали фронту и труженики тыла Чечено-Ингушетии. Работники промышленности и госслужащие вносили в фонд обороны страны свой однодневный заработок из ежемесячной зарплаты. Служащие Шатойского района обязались ежемесячно отчислять 10 % зарплаты. На 15 января 1942 года населением республики было внесено в контору Госбанка 5 млн 135 тысяч рублей, облигаций государственных займов на сумму 6 млн 263 тысячи рублей, 430 граммов золота и 16 500 граммов серебра. В течение 1943 года жители собрали на строительство бронепоезда «Асланбек Шерипов» 13 млн рублей.
К началу 1942 года в качестве подарков для воинов было собрано 41,6 тонны мяса, 8,3 тонны рыбы, 4,1 тонны жиров, 2,9 тонны сыров, 3,8 тонны кондитерских изделий, 85,8 тонны фруктов и овощей. Были собраны также индивидуальные и коллективные посылки на сумму более 1 млн рублей, большое количество белья, тёплых вещей, головных уборов, обуви и т. д. В выходные дни организовывались воскресники, в которых в отдельные дни участвовало до 100 тысяч человек, а заработанные деньги перечислялись в фонд обороны.
Для восстановления разрушенных объектов и борьбы с диверсантами были сформированы отдельный инженерно-противохимический батальон МПВО, два отдельных городских батальона МПВО, 14 аварийно-восстановительных отрядов и бригад, 17 военизированных команд НКВД, установлен 31 пост воздушного наблюдения, оповещения и связи, грозненский коммунистический истребительный батальон. На строительство оборонительных сооружений было мобилизовано 80 тысяч человек. Заводами Грозного были изготовлены тысячи противотанковых ежей, расставленных на танкоопасных направлениях. За героический труд на строительстве оборонительных рубежей тысячи жителей республики были награждены медалями «За оборону Кавказа».
В Чечено-Ингушетии размещалось много госпиталей. При обкоме работал спецкомитет по оказанию помощи госпиталям. Сами госпитали размещались в благоустроенных зданиях Грозного, курорта «Серноводск», в доме отдыха в селе Чишки. Над госпиталями взяли шефство десятки колхозов и промышленных предприятий республики. Пионерами и школьниками, взявшими шефство, было собрано для госпиталей почти 27 тысяч рублей, 14 650 книг, 25 музыкальных инструментов, 242 настольные игры, 413 комплектов постельного белья, тысячи ручек и карандашей и многое другое.
Сельские труженики принимали активное участие в дополнительных сборах в фонд обороны. В 1941 году колхозники Сунженского района сдали тысячи центнеров зерновых и семян подсолнуха, более 1500 голов скота. За тот же период колхозники селения Алхан-Юрт сдал 105 голов скота, 600 центнеров сена, 100 центнеров зерна. На 10 января 1942 года колхозниками республики было внесено 458 центнеров мяса, 1435 центнеров картофеля, 13 центнеров овощей, 189 центнеров подсолнуха, 854 центнера зерна и т. д.. В 1942 году в Галанчожском и Шатойском районах, где якобы шли восстания, колхозы досрочно выполнили государственный план по производству животноводческой продукции. В 1943 году повышенный план по поставке зерна государству был выполнен на 111 %.
При попытках ограбления колхозов бандиты нередко встречали отпор со стороны колхозников. 22 ноября 1942 года уголовная банда из 34 человек напала на животноводческую ферму в селе Гули Веденского района. Однако в результате перестрелки с местными жителями она потеряла убитыми и раненными до половины своего состава. Также погибли четыре местных жителя. Факты организованного сопротивления колхозников не были единичными: 23 колхозника были награждены грамотами Президиума Верховного Совета ЧИАССР за активное участие в борьбе с бандитизмом.
В 2000-х годах были рассекречены документы НКВД, сообщающие о серьёзном вкладе некоторых религиозных деятелей и сотен рядовых мюридов в борьбу с немецкими диверсантами.
Депортация состоялась, когда вермахт был отброшен на сотни километров от Кавказа, и, следовательно, явилась не военной необходимостью, а откровенно карательным актом. По мнению историков, обвинить в прямом предательстве целый народ, в глаза не видевший немцев, было для советского руководства непростой задачей. Поэтому официальным обвинительным мотивом и поводом для их депортации в этом случае стало «…активное и почти поголовное участие в террористическом движении, направленном против Советов и Красной Армии».

#### Фальсификация данных
Некоторые источники ставят под сомнение достоверность официальных цифр, связанных с депортацией и её обоснованием, поскольку они разнятся в разных документах разных организаций. Кроме того, в этих документах отмечается тенденция подгонять цифры под заранее запланированные результаты. А НКВД в своих документах намерено искажало факты и выбивало признания в преступлениях с представителей депортированных народов. Более того, оно занималось подгонкой фактов уже накануне и во время депортаций. Василий Иванович Филькин, который в годы войны занимал должность секретаря Чечено-Ингушского обкома КПСС и был членом «тройки» по борьбе с бандитизмом, утверждал, что данные НКВД и его сотрудников о количестве банд и бандитов не заслуживают доверия. За подобные утверждения в 1970-е годы его лишили должности заведующего кафедрой истории КПСС.
Руководство НКВД Кабардино-Балкарии было сменено за «занижение» числа бандитских группировок. Вновь прибывшее начальство быстро исправило статистику в соответствии с пожеланиями руководства. Новые показатели стали одним из оснований для депортации балкарцев.
По документам НКВД, в ходе депортации чеченцев и ингушей было изъято более 20 тысяч единиц огнестрельного оружия, что плохо стыкуется с тем фактом, что при этом было арестовано всего лишь около 2 тысяч человек. Объясняется это расхождение тем, что органы НКВД брали заложников, которых отпускали только после сдачи родственниками задержанных оружия, которое покупалось у тех же сотрудников НКВД. В результате одно и то же оружие могло быть продано и сдано многократно.
В своей справке заместитель наркома государственной безопасности Богдан Кобулов писал: «В марте 1942 г. из 14 576 человек дезертировало и уклонилось от службы 13 560 человек, которые перешли на нелегальное положение, ушли в горы и присоединились к бандам». Дукуваха Абдурахманов и Явус Ахмадов называют эти утверждения «политической фальшивкой», поскольку фактически в республике было зафиксировано, по их данным, 4579 случаев дезертирства, и, соответственно, не могло быть такого числа бандитов.
Николай Бугай и его ученики (А. М. Гонов, А. С. Хунагов и другие) пытаются оправдать депортацию народов СССР. Поскольку они не могут воспользоваться обвинениями, которые были развенчаны самим КГБ СССР в 1980-е годы, то они используют недомолвки, туманные намёки, выводы, никак не связанные с посылками и просто фальсификацию документов. Так, в одной из своих первых публикаций по депортации он приводит якобы текст телеграммы Л. П. Берии И. В. Сталину:
Ознакомился с материалами по поведению балкарцев как во время наступления немецко-фашистских войск на Кавказе, так и после их изгнания…
На самом деле эта телеграмма начинается так:
В связи с предполагаемым выселением балкарцев с Северного Кавказа, я ознакомился с материалами об их поведении как во время наступления немецко-фашистских войск на Кавказе, так и после их изгнания…
Таким образом, в документе скрыта ключевая часть фразы, чтобы подогнать его под нужную версию трактовки событий. В результате именно сфальсифицированный вариант документа попал во многие книги, посвящённые депортациям в СССР.
Излюбленным приёмом Н. Ф. Бугая и его учеников является изложение сводок НКВД с цифрами о высоком уровне бандитизма и дезертирства без указания национальности бандитов и дезертиров, с целью подвести читателя к мысли, что ими были представители депортированных народов. Так, оправдывая депортацию корейцев, он говорит о бандитизме и дезертирстве в годы Второй мировой войны на Дальнем Востоке, откуда корейцы были поголовно выселены в 1937 году.
В качестве объяснения «предательству» депортированных выдвигается, например, благожелательное отношение к ним фашистов. Он ссылается на обращение Гитлера к своим подчинённым:
На Кавказе, как нигде в другом месте России, адаты, мусульманские законы, шариат ещё крепко держат в руках большую часть горского населения в повиновении. И это намного облегчает задуманную акцию. Горцы по натуре очень наивны и легкомысленны. С ними работать легче, чем с другими национальностями.
Здесь Н. Ф. Бугай подменяет реальные события предполагаемыми намерениями Гитлера, не выясняя, насколько удачно ему удалось их реализовать. Труды Н. Ф. Бугая и его учеников вызывают много вопросов. Тем не менее, его ученик Гонов успешно защитил докторскую диссертацию, а сам Бугай стал начальником Департамента по делам депортированных и репрессированных народов в Министерстве России по делам национальностей и национальной политике. Более того, версия событий этой группы историков нашла своё отражение в учебнике по истории России для вузов.
Публицист Игорь Пыхалов отметился рядом книг, посвящённых оправданию депортаций (например, «За что Сталин выселял народы? Сталинские депортации — преступный произвол или справедливое возмездие?»), и подвергался критике, в том числе и со стороны ряда чеченских исследователей (омбудсмен Нурди Нухажиев, философ Вахит Акаев, начальник Архивного управления правительства Чеченской Республики Магомед Музаев) за предвзятое отношение к проблеме, сомнительные утверждения и методы исследования, и т. д. В декабре 2016 года Пыхалов принёс публичные извинения за оправдание депортации ингушей, но не чеченцев. По его словам, основная антисоветская деятельность была сосредоточена в Чечне. Те же антигосударственные силы, что действовали на территории Ингушетии, имели меньший масштаб и могли быть нейтрализованы обычными методами, без депортации ингушей.
В сентябре 2023 года спикер Парламента Чечни Магомед Даудов сообщил об изъятии из школ Чечни всего тиража вновь изданного учебника истории России 10-11 классов под редакцией Мединского, который, по словам спикера, «вызвал волну возмущения среди представителей репрессированных в СССР народов». После этого была создана рабочая группа, которая, с одобрения министра просвещения Сергея Кравцова, занялась внесением соответствующих изменений в текст учебника. В состав группы вошли представители репрессированных народов. По словам Мединского, вызвавший возмущение текст был перенесён из предыдущей версии учебника.

### «Неблагонадёжность»
В числе возможных причин депортации называется, среди прочего, «недоверие национальным меньшинствам, населявшим приграничные районы СССР с Турцией, Ираном и т. д. Проживавшие в приграничных районах Азербайджана, Армении и Грузии народы попали в разряд „неблагонадежных“, так как многие из них имели родственников за границей».
Представления о «неблагонадёжных» народах восходят к работам специалистов по военной статистике конца XIX века В. А. Золотарёва, А. Макшеева и Н. Н. Обручева. Согласно их представлениям, благонадёжным считалось славянское население страны, а неблагонадёжным — народы окраин России. Иностранное гражданство, национальная или религиозная близость к стране, с которой Россия находилась в состоянии войны, также считались признаками неблагонадёжности. Ещё одним критерием считались возможные помехи на пути колонизации Россией новых земель.

### Политика Турции
На протяжении всей Отечественной войны в советско-турецких отношениях сохранялась напряжённость. Это было связано с непредсказуемостью политики Турции, которая характеризовалась как «враждебный нейтралитет». 18 июня 1941 года Турцией был подписан договор с Германией «О дружбе и ненападении», а в октябре 1941 года — ещё один той же направленности. Эти договоры по сути перечёркивали советско-турецкий договор «О дружбе и нейтралитете» от 17 декабря 1925 года и свидетельствовали о враждебном отношении руководства Турции к СССР.
Джамиль Гасанлы писал, что депортации народов Кавказа
… не были вызваны военной необходимостью и не были связаны с военными операциями. Всё это были элементы политики давления на Турцию, инспирированные в Кремле.
По мысли А. М. Бугаева, Сталина настораживали не столько возможности основной массы мусульманских народов Северного Кавказа, тюркских народов Южного Кавказа и Крыма, сколько их возможная консолидация против агрессивных планов и действий Кремля в отношении Турции.

### Экспансия Грузии
Большая часть опустевших в результате депортации земель отошла к Грузии. В составе РСФСР остались лишь те земли, которые, будучи в составе автономий депортированных народов, были заселены русскими. К Грузии также отошли территории Северной Осетии и Дагестана, которые получили в качестве компенсации территории депортированных народов. Так, часть территории Кабардино-Балкарии была передана в состав Грузии под предлогом укрепления оборонительных рубежей на северной границе Грузии, то есть на границе с РСФСР.

### Политика НКВД
Исследователь Далхат Эдиев предлагает свою версию причин. Во-первых, в военно-политическом руководстве укрепились представления о неблагонадёжности национальных меньшинств. Во-вторых, был накоплен опыт этнических чисток в ходе проведения превентивных мер по укреплению приграничных и прифронтовых районов. В ходе первых депортаций был создан и укреплён прецедент в сознании людей и политическом инструментарии советской власти. Была создана государственная машина депортаций и обкатан сценарий её работы. Во время депортации немцев в августе 1941 года в структуре НКВД был создан отдел спецпоселений. Прежде проведение депортаций инициировалась военными, а НКВД выступал в роли исполнителя этих акций. В депортациях же 1943—1944 годов НКВД выступал в роли инициатора, исполнителя и обвинителя, фабрикуя «доказательства» вины репрессированных народов.
Во второй половине войны за счёт побед на фронтах поднялся авторитет армии. Это не устраивало руководство НКВД и самого Сталина, что видно по последовательным перемещениям Георгия Константиновича Жукова. В этих условиях было решено использовать механизм депортаций для поднятия рейтинга НКВД. По итогам депортаций руководство и сотрудники НКВД были награждены боевыми, в том числе полководческими орденами. Лаврентий Берия, Богдан Кобулов, Сергей Круглов и Иван Серов были награждены орденами Суворова I степени, которым, согласно статуту ордена, награждаются командующие фронтами и армиями, их заместители, начальники штабов, оперативных управлений и оперативных отделов, начальники родов войск фронтов и армий «за отлично организованную и проведённую фронтовую или армейскую операцию с разгромом противника меньшими силами». Аркадий Аполлонов, Всеволод Меркулов и Иван Пияшев были награждены орденом Кутузова I степени, которым должны были награждаться «командиры Красной Армии за хорошо разработанный и проведённый план операции фронтового, армейского масштаба или отдельного соединения, в результате чего противнику было нанесено тяжёлое поражение, а наши войска сохранили свою боеспособность». Нижестоящие организаторы депортаций получили ордена более низкого ранга: орден Суворова II степени — 13 человек, орден Кутузова II степени — 17 человек и т. д.
Депортации начинались как акции зачистки от «чужих» инонациональностей (западных и восточных), а закончились преследованием «своих» национальных меньшинств в интересах отдельных людей и ведомств.

## Операция «Чечевица»

### Позиции членов Политбюро

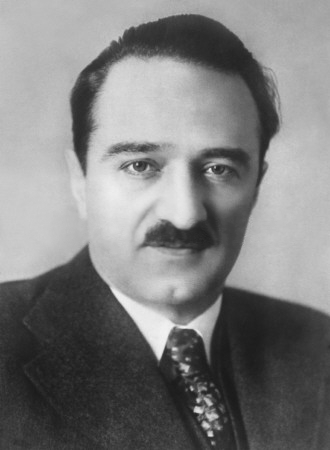
Анастас Микоян

Когда в 1944 году на заседании Политбюро ЦК КПСС обсуждался вопрос депортации чеченцев и ингушей, было высказано два мнения: Молотов, Жданов, Вознесенский и Андреев предложили немедленно выселить всех чеченцев и ингушей и ликвидировать Чечено-Ингушскую АССР. Сталин, Ворошилов, Хрущёв, Каганович, Берия и Калинин предлагали начать депортацию только после освобождения Северного Кавказа от немцев. Отдельную позицию высказал Анастас Микоян, соглашаясь в принципе с депортацией, он отметил, что это повредит репутации СССР за границей. В 1957 году Микоян возглавил комиссию по восстановлению Чечено-Ингушской АССР.

### Название
В названии операции обыгрывалось слово «чеченцы».

### Подготовка
Первоначально предполагалось выселение вайнахов в Алтайский край, Новосибирскую и Омскую область. Однако в дальнейшем намерения изменились и в декабре 1943 года речь шла уже о депортации в Казахскую и Киргизскую ССР.
Есть основания полагать, что подготовка к выселению началась весной 1942 года, когда была приостановлена мобилизация чеченцев и ингушей под предлогом якобы невозможности содержать их в частях (горцы не ели свинину, а свиная тушёнка и жир были единственным мясным питанием красноармейцев в это время). В октябре 1943 года для подготовки данных об «антисоветских выступлениях» в Чечено-Ингушетию приезжал заместитель наркома НКВД Б. З. Кобулов. 9 ноября им была представлена записка на имя наркома внутренних дел СССР Л. П. Берии о якобы массовых проявлениях бандитизма и дезертирства в республике, которая была одобрена последним. В Казахстане и Средней Азии началась подготовка к приёму спецпереселенцев. Для контроля над ними было создано 135 районных и 375 поселковых комендатур. Ставропольский крайком ВКП(б) с октября 1943 года готовил списки русских переселенцев в Чечено-Ингушетию. С лета 1943 года в Грозном собирались войска, хотя линия фронта уходила всё дальше на запад. Прибывавшие войска НКВД переодевались в общевойсковую форму. Разведывательные самолёты совершали регулярные облёты горных районов.
Для успокоения местного населения официально было объявлено о проведении масштабных учений в горных районах республики для подготовки наступления Красной армии в Карпатах. Войска располагались в лагерях вблизи сёл. К населению обращались с просьбами по улучшению и строительству дорог. Население относилось к солдатам радушно. Например, мужское население Майстинского сельсовета не только добровольно доставило военные грузы к горным гарнизонам, но также «преподносит подарки, вкусную пищу и предложили обеспечить все гарнизоны дровами из собственных запасов».
Для предотвращения возможного сопротивления были задержаны намеченные к аресту антисоветские элементы. К участию в депортации был привлечён партийно-советский актив самой Чечено-Ингушетии (несколько тысяч человек), Дагестана (6-7 тысяч) и Северной Осетии (3 тысячи).
Ряд исследователей полагает, что в горных, лесных и других труднодоступных районах республики, где могли дислоцироваться повстанцы, диверсанты и уклонисты, предполагалось использование химического оружия. С этой целью предполагалось использовать 105-ю и 126-ю авиационные дивизии, базировавшиеся в Чечено-Ингушетии. Кроме того, с этой же целью в Грозный было переведено Конотопское военное авиационное училище. Берией был подписан приказ № 00609 о приведении Грозного в полную боевую готовность к противохимической и санитарно-химической защите. Также на имя первого секретаря Чечено-Ингушского обкома ВКП(б) Виктора Иванова поступил запрос о точной численности населения города и количестве и состоянии газовых убежищ. В ответном сообщении говорилось, что основные промышленные объекты нефтяной промышленности готовы удовлетворительно, но жилой сектор «подготовлен крайне неудовлетворительно» (численность населения города к тому времени составляла почти 230 тысяч человек). Общая вместимость газовых убежищ составляла 10 749 человек, из них полной системой герметизации были оснащены лишь 40 убежищ вместимостью 6385 человек. Эти данные дают основания некоторым исследователям утверждать, что руководство страны планировало применить отравляющие вещества против жителей горных районов, что позволило бы значительно облегчить осуществление депортации. Лишь опасения за тяжёлые последствия, которые эти действия могли иметь для Грозного с его мощной промышленностью и высококвалифицированными работниками преимущественно русской национальности остановили реализацию этих планов.
31 января 1944 года принято постановление Государственного комитета обороны СССР № 5073 об упразднении Чечено-Ингушской АССР и депортации её населения в Среднюю Азию и Казахстан «за пособничество фашистским захватчикам». Чечено-Ингушская АССР была упразднена, из её состава в Дагестанскую АССР были переданы 4 района, в Северо-Осетинскую АССР — один район, на остальной территории была образована Грозненская область.
29 января 1944 года Л. П. Берия утвердил «Инструкцию о порядке проведения выселения чеченцев и ингушей», а 31 января вышло постановление Государственного Комитета Обороны о депортации чеченцев и ингушей в Казахскую и Киргизскую ССР. 20 февраля вместе с Иваном Серовым, Богданом Кобуловым и Степаном Мамуловым Берия прибыл в Грозный и лично руководил операцией, куда под видом «учений в горной местности» была переброшена армия в составе 100 тысяч человек, включая 18 тысяч офицеров и до 19 тысяч оперативных работников НКВД, НКГБ и «Смерш». Кроме того, в соседних республиках и областях были приведены в боевую готовность части армии, включая боевую авиацию, НКВД, «Смерш» и другие, что позволяет говорить ещё о примерно 100 тысячах участников операции. Некоторые офицеры были прикомандированы в Чечено-Ингушетию из самых отдалённых районов страны, например, ставший впоследствии печально известным комиссар госбезопасности 3-го ранга Михаил Гвишиани, бывший на тот момент начальником УНКВД по Приморскому краю.

### Депортация
21 февраля Берия издал приказ по НКВД о депортации чечено-ингушского населения. На следующий день он встретился с руководством республики и высшими духовными лидерами, предупредил их об операции и предложил провести необходимую работу среди населения. Об этом Берия докладывал Сталину:
Было доложено председателю СНК Чечено-Ингушской АССР Моллаеву о решении правительства о выселении чеченцев и ингушей и о мотивах, которые легли в основу этого решения.
Моллаев после моего сообщения прослезился, но взял себя в руки и обещал выполнить все задания, которые ему будут даны в связи с выселением. Затем в Грозном вместе с ним были намечены и созваны 9 руководящих работников из чеченцев и ингушей, которым и было объявлено о ходе выселения чеченцев и ингушей и причинах выселения.

…40 республиканских партийных и советских работников из чеченцев и ингушей нами прикреплены к 24 районам с задачей подобрать из местного актива по каждому населённому пункту 2—3 человека для агитации. Была проведена беседа с наиболее влиятельными в Чечено-Ингушетии высшими духовными лицами Б. Арсановым, А.-Г. Яндаровым и А. Гайсумовым, они призывались оказать помощь через мулл и других местных авторитетов.
Депортация и отправка эшелонов в пункты назначения началась 23 февраля 1944 года в 2:00 по местному времени и завершилась 9 марта того же года. Операция началась по кодовому слову «Пантера», которое было передано по радио.

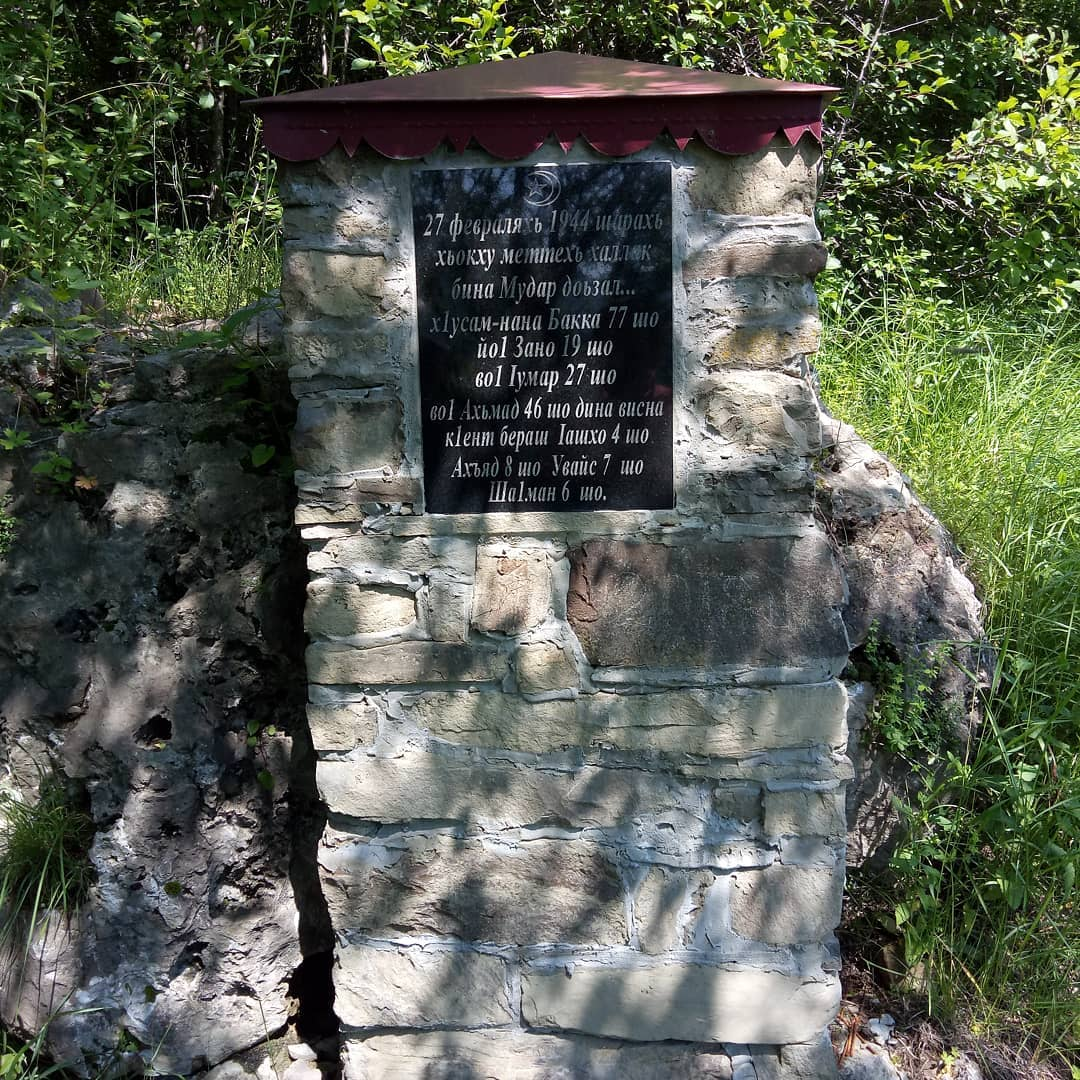
Тийста, Нашха. Место расстрела одной из семей во время депортации

Депортация проводилась вооружённым способом и преимущественно насильственными методами. В труднодоступной местности, откуда депортировавшим органам представлялось проблематичным провести депортацию, имели место случаи практически поголовного систематического уничтожения целых аулов, — среди стёртых с лица земли вместе с жителями — высокогорные аулы Хайбах, Зумсой и Таргим (впоследствии советская власть вплоть до начала 1990-х годов отрицала не только описываемые преступления, но и факт существования населённых пунктов на месте перечисленных топонимов).
В ходе депортации власти столкнулись с одной курьёзной дилеммой. Как поступать с представителями этих народов, на момент переселения находящихся далеко за пределами республики? К примеру, уроженец Чечни Саид Хасуев в 1944 году проходил службу на Сахалине, зарекомендовав себя как хороший сотрудник НКВД.
Хасуеву было предложено заменить паспорт и национальность, на что тот ответил отказом. Впрочем, трогать строптивого милиционера всё же не стали. Зачем депортировать чеченца, уже находящегося в самой крайней восточной точке государства? «Дальше высылать некуда», – таков был вердикт начальства.
Было отправлено 180 эшелонов с общим количеством выселяемых 493 269 человек. В пути следования родилось 56 человек, умерло 1272 человека, что составляет 2,6 человека на 1000 перевезённых. По справке Статистического управления РСФСР, смертность по Чечено-Ингушской АССР за 1943 год составляла 13,2 человека на 1000 жителей (при сравнении цифр следует учитывать, что сопоставляются годовые показатели смертности с таковыми за две недели пути). Причинами смертности стали «преклонный и ранний возраст переселяемых», наличие среди депортируемых больных хроническими заболеваниями и физически слабых. В лечебные учреждения направлено 285 больных. Последним был отправлен эшелон из пассажирских вагонов с бывшими руководящими работниками и религиозными лидерами Чечено-Ингушетии, которые использовались при операции. Некоторые горцы оставались в республике ещё более года после завершения депортации, так как использовались властью для поиска уклонившихся.
По официальным данным, в ходе операции были убиты 780 человек, арестовано 2016 человек «антисоветского элемента», изъято более 20 тысяч единиц огнестрельного оружия, в том числе 4868 винтовок, 479 пулемётов и автоматов. Скрыться в горах сумели 6544 человека.
В тех исключительных случаях, когда вайнахи освобождались от депортации, им не разрешался выезд в режимные города 1-й категории, населённые пункты приграничной полосы, а также на территорию Грозненской области и Дагестана.
Отмечен ряд случаев, когда чеченцы, освобождённые от депортации за заслуги перед страной, отправлялись в неё добровольно. Так поступили, например, ставший впоследствии Народным артистом СССР и Героем Социалистического Труда Махмуд Эсамбаев, ставший позже Заслуженным врачом РСФСР Шахаб Эпендиев, видный общественный и политический деятель Муслим Гайрбеков, впоследствии один из руководителей восстановленной Чечено-Ингушетии.
Депортация чеченцев и ингушей стала крупнейшей операцией СССР по этнической депортации: по различным данным, с территории упраздняемой республики были выселены до 650 тысяч человек.

#### Депортация военнослужащих
Одновременно с началом депортации началась демобилизация вайнахов из Красной армии. Военнослужащие из числа чеченцев, ингушей, балкарцев и карачаевцев должны были выехать в Алма-Ату и поступить в распоряжение отделов спецпоселений НКВД Казахской ССР. Только с передовой за 1944 год было демобилизовано 710 офицеров, 1696 сержантов и 6488 солдат из числа депортированных народов. Многие из них были направлены в северные тыловые районы, где использовались на лесозаготовках и прокладке дорог.
Динамика численности чеченцев и ингушей в Красной армии:
- На 1 июля 1942 года — 4446 чел.;
- На 1 января 1943 года — 3386 чел.;
- На 1 июля 1943 года — 4008 чел.;
- На 1 января 1944 года — 3536 чел.;
- На 1 июля 1944 года — 1720 чел.;
- На 1 января 1945 года — 1635 чел.

По этим данным видно, что резкое сокращение (в два раза) численности чеченцев и ингушей в Красной армии произошло в первом полугодии 1944 года. Однако сокращение численности военнослужащих чеченской и ингушской национальностей во втором полугодии 1944 года замедлилось, и на 1 января 1945 года в армии оставалось более 1,5 тысяч чеченцев и ингушей.
В октябре 1945 года репрессированные военнослужащие были освобождены от статуса спецпереселенцев, но им было запрещено возвращаться на родину. Из них чеченцы и ингуши составляли 5300 человек, все они имели награды. К 1955 году из них осталось в живых 4445 человек, из которых инвалиды войны составляли 2280 человек.
Наравне со всеми были депортированы семьи Героев Советского Союза Ирбайхана Бейбулатова, Хаваджи Мухамед-Мирзаева, Абухаджи Идрисова, Ханпаши Нурадилова, Хансултана Дачиева; жена и трое детей героически погибшего Маташа Мазаева; борца за установление Советской власти Асланбека Шерипова. После окончания войны был выслан Герой Советского Союза Хансултан Дачиев. Подполковник Мавлид Висаитов решением командования 2-го Белорусского фронта был направлен на учёбу в Военную академию имени М. В. Фрунзе, но через несколько месяцев сослан в Казахстан.

#### Депортация интернациональных семей
Чеченки и ингушки, вышедшие замуж за представителей других национальностей, освобождались от депортации. Напротив, русские женщины, вышедшие замуж за вайнахов, должны были быть депортированы. Они могли избежать депортации, расторгнув брак, но это не освобождало от депортации их детей.

#### Депортация из других районов СССР
Выселены были все чеченцы и ингуши независимо от места проживания. Из Дагестана было выселено 28 тысяч чеченцев, в том числе 15,4 тысячи чеченцев-аккинцев. Из Орджоникидзе было выселено много ингушей, из Грузии — 2 700 чеченцев (при этом родственные народы — бацбийцы и кистинцы — были объявлены властями Грузии отдельными национальностями и выселению не подвергались). Сотни вайнахов были выселены из других районов СССР.

#### Депортация представителей других народов
Вместе с чеченцами и ингушами были депортированы и представители других народов, проживавшие в Чечено-Ингушетии. Рассмотрение заявлений таких депортированных могло продолжаться годами. В 1948 году на рассмотрении МВД СССР находились 308 заявлений от спецпереселенцев из числа аварцев, даргинцев, лакцев и других народов, депортированных по ошибке.

#### Дополнительные этапы
Депортации подлежали также заключённые из числа репрессированных народов. Из всех тюрем и колоний СССР они должны были направляться в Казахстан и Среднюю Азию. Все отбывшие наказание заключенные также передавались в распоряжение НКВД Казахстана. Чеченцев и ингушей, скрывших свою национальность, после установления личности также этапировали в места депортации. По этим причинам новые спецпереселенцы поступали в распоряжение органов НКВД спустя много месяцев, а то и лет после официального завершения депортации. Общее число таких спецпереселенцев составило более 16 тысяч человек.

#### Затраты на депортацию
Для осуществления депортации на несколько месяцев были привлечены до 19 тысяч сотрудников НКВД и НКГБ, 100 тысяч солдат внутренних войск (больше, чем на некоторые фронтовые операции). Для перевозки выселяемых было собрано более 15 тысяч вагонов и сотни паровозов, 6 тысяч грузовых автомобилей. Были затрачены огромные средства на встречу и размещение «спецконтингента». В местах депортации были созданы сотни комендатур с тысячами сотрудников в офицерских званиях. Были разорены примерно 100 тысяч крестьянских хозяйств, что нанесло экономике страны ущерб в несколько миллиардов рублей. Только перевозка спецпереселенцев стоила государству 150 млн рублей, на которые можно было построить 700 танков Т-34.

### Условия депортации

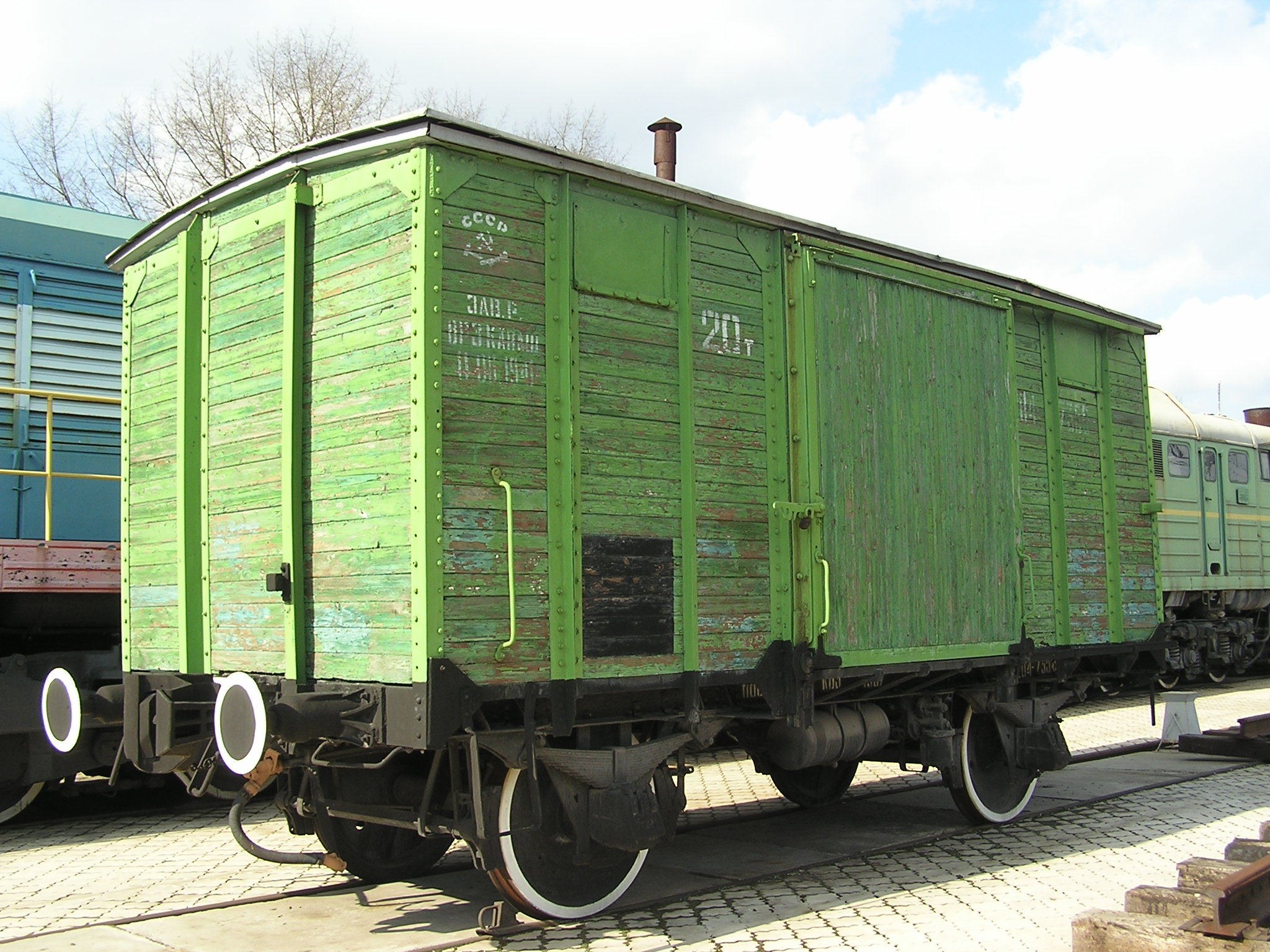
Нормальный товарный вагон

По официальным советским данным, из Чечено-Ингушской АССР было выселено более 496 тысяч человек, в том числе в Казахскую ССР — 411 тысяч человек (85 тысяч семей) и в Киргизскую ССР — 85,5 тысячи человек (20 тысяч семей). По другим данным, число депортированных составляло более 650 тысяч человек.
С целью сокращения издержек на транспортировку в дощатые двухосные вагоны вместимостью 28-32 человека загружали по 45 человек, в спешке в некоторые вагоны забивали и до 100—150 человек. При этом площадь вагона составляла всего 17,9 м². Во многих вагонах отсутствовали нары. Для их оборудования выдавались доски в количестве 14 штук на каждый вагон, но не выдавались инструменты.
Согласно документам НКВД, полагалось
… в каждый двухосный вагон производить посадку не менее 240 человек спецконтингента.
Властями были предусмотрены медицинское и продовольственное сопровождение эшелонов переселенцев. Основными причинами гибели депортированных назывались погодные условия, изменившиеся бытовые факторы, хронические заболевания, физическая слабость конвоируемых ввиду их преклонного либо юного возраста. Согласно официальным данным, по пути следования эшелонов родилось 56 и умерло 1272 человека.
Однако эти данные противоречат показаниям свидетелей:
Если на станции Закан мы могли находиться в вагоне, только притулившись друг к другу, то … когда подъезжали к Казалинску, более или менее сохранившие силы дети могли бегать по теплушке.
Член Конституционного суда Российской Федерации Эрнест Аметистов вспоминал:
Я видел, как привезли их [чеченцев] в вагонах — и половину выгружали уже трупами. Живых выбросили на 40-градусный мороз.
Заведующий отделом Северо-Осетинского обкома КПСС ингуш X. Арапиев рассказывал:
В переполненных до предела «телячьих вагонах», без света и воды, почти месяц следовали мы к неизвестному месту назначения…  Пошёл гулять тиф. Лечения никакого, шла война… Во время коротких стоянок, на глухих безлюдных разъездах возле поезда в чёрном от паровозной копоти снегу хоронили умерших (уход от вагона дальше, чем на пять метров, грозил смертью на месте)….
Эпидемия тифа, начавшаяся в дороге, вспыхнула с новой силой уже в местах депортации. В Казахстане к 1 апреля 1944 года среди вайнахов было 4800 заболевших, а в Киргизии — более двух тысяч. При этом медицинские учреждения на местах не располагали достаточным количеством медикаментов и дезинфицирующих средств. Среди спецпереселенцев были также отмечены многочисленные случаи малярии, туберкулёза и других болезней. Только в Джалалабадской области Киргизии к августу 1944 года умерло 863 спецпереселенца.
Высокая смертность объяснялась не только эпидемией, но и недоеданием. В документах НКВД было сказано:
… Установить, что спецконтингент обеспечивается продуктами питания на весь путь следования до пункта назначения за счёт личных ресурсов сроком на 30 суток.
При выселении люди не успели взять с собой запас продовольствия на месяц пути, а пунктов питания на маршрутах следования практически не было. Впоследствии Народная артистка Чечено-Ингушской ССР, Заслуженная артистка РСФСР Зулай Сардалова вспоминала, что за время пути горячее питание в вагон было доставлено только один раз.
Прибытие 491 748 депортированных начиная с 20 марта 1944 года поставило принимающие территории в тяжёлое экономическое положение. Вопреки указаниям центральной власти местное население, колхозы и совхозы так и не предоставили или были не в состоянии предоставить переселенцам продовольствие, кров и работу. Депортированные были оторваны от своего традиционного образа жизни и с трудом приобщались к жизни в колхозах.
Чеченцев и ингушей выселяли не только с их исторической родины, но и из всех других городов и районов. Находившихся в рядах армии демобилизовывали и также ссылали.
Через 12 лет после переселения, в 1956 году в Казахстане проживало 315 тысяч чеченцев и ингушей, в Киргизии — около 80 тысяч. После смерти Сталина с них были сняты ограничения по передвижению, однако возвращаться на родину им не разрешалось. Несмотря на это, весной 1957 года в восстановленную Чечено-Ингушскую АССР вернулись 140 тысяч насильственно депортированных. В то же время для их проживания были закрыты несколько горных районов, и бывших жителей этих территорий стали селить в равнинных аулах и казачьих станицах. Горцам было запрещено селиться в Чеберлоевском, Шаройском, Галанчожском, большей части Итум-Калинского и Шатойского горных районов. Их дома взрывались и сжигались, мосты и тропы разрушались. Представители КГБ и МВД силой изгоняли тех, кто вернулся в родные аулы. До выселения в указанных районах проживало до 120 тысяч человек.

## Ситуация в Грозненской области

### Территориальные изменения

Карта Грозненской области.

Первоначально территорию республики планировалось разделить между соседними республиками и Ставропольским краем. К Ставропольскому краю должны были отойти Грозный и равнинные районы на правах округа. Но, учитывая стратегическое значение Грозного, его нефтедобывающего и нефтеперерабатывающего комплексов, руководство страны решило создать на этой территории новую область, которой были приданы юго-восточные районы Ставропольского края вплоть до Каспийского моря.
Грозненская область была образована 22 марта 1944 года Указом Президиума Верховного Совета СССР после упразднения 7 марта Чечено-Ингушской АССР.
25 февраля 1947 года вместо упоминания о Чечено-Ингушской АССР Верховный Совет СССР внёс в статью 22 Конституции СССР упоминание о Грозненской области. 13 марта 1948 года Верховный Совет РСФСР исключил упоминание о ЧИАССР из статьи 14 Конституции РСФСР.
Территорию области составила большая часть бывшей Чечено-Ингушской АССР. При расформировании ЧИАССР Указом Президиума Верховного Совета СССР от 22 марта 1944 года в состав Дагестанской АССР были переданы Веденский, Ножай-Юртовский, Саясановский, Чеберлоевский, Курчалоевский, Шароевский, восточная часть Гудермесского района. В составе Дагестанской АССР они были переименованы: Ножай-Юртовский — в Андалалский, Саясановский — в Ритлябский, Курчалоевский — в Шурагатский. Одновременно были ликвидированы Чеберлоевский и Шароевский районы с передачей их территорий в состав Ботлихского и Цумадинского районов Дагестанской АССР.
Город Малгобек, Ачалукский, Назрановский, Пседахский и Пригородный районы бывшей ЧИАССР были переданы Северо-Осетинской АССР. Итум-Калинский район, вошедший в состав Грузинской ССР, был тем же Указом ликвидирован, а его территория включена в Ахалхевский район.
В состав области были также включены ранее входившие в Ставропольский край Наурский район с преимущественно казачьим населением, город Кизляр, Кизлярский, Ачикулакский, Караногайский, Каясулинский и Шелковской районы бывшего Кизлярского округа.

### Повстанческие группировки
Выселение не привело к прекращению деятельности повстанческих группировок в Чечено-Ингушетии. В первое время после депортации их численность возросла на несколько тысяч человек за счёт тех, кто смог уклониться от неё. Однако почти все они не имели оружия и не представляли опасности. Эти группировки не могли помешать выселению, но и войска не могли их быстро обнаружить и ликвидировать.
Весной 1944 года произошёл ряд вооружённых столкновений. Нападениям повстанцев подвергались небольшие войсковые подразделения; лица, направленные для описи и охраны «оставленного» коренным населением имущества; переселенцы из других районов страны; многочисленные мародёры, хлынувшие в регион.
Хасан Исраилов пытался объединить разрозненные группировки, но успеха не добился. В числе прочих среди причин этой неудачи было большое количество войск, создававших проблемы в поддержании связи между группировками, а также ряд мер, предпринятых НКВД, который предвидел такие действия. Например, не были депортированы секретные агенты НКВД, лица, находившиеся в оперативной разработке, и все те, кто мог представлять интерес для правоохранительных органов. Продолжали работать некоторые чекисты из числа вайнахов. В частности, в Веденском районе начальником районного отдела НКВД был сын абрека Зелимхана Харачоевского Умар-Али Зелимханов. Зелимханов активно участвовал в преследовании повстанцев и погиб при попытке ликвидации одного из них.
Для борьбы с нелегалами применялось сплошное прочёсывание местности. Такие операции проводились в июле-августе 1944 года в Хильдихороевском, Пешхоевском и Майстинском ущельях Чечни силами двух дивизий и двух отдельных полков внутренних войск. В свою очередь нелегалы устраивали засады, выслеживали небольшие группы военнослужащих и уклонялись от столкновений с крупными военными формированиями, что позволяло им наносить ощутимые потери войскам.
К концу 1944 года на территории области было уничтожено 258 нелегалов в составе 26 групп, 42 абрека, действовавших в одиночку, 137 лиц других национальностей (русских, грузин, осетин, дагестанцев). Официально с нелегалами было покончено в 1953 году.
В этот период ситуация в Грозненской области также мало отличалась от общей ситуации на Северном Кавказе. За 1944 год на остальной территории Северного Кавказа было ликвидировано 75 банд, а общее число уничтоженных нелегалов составило более одной тысячи человек.

### Преследование уклонившихся от депортации
Простые жители, пытавшиеся избежать депортации, собирались большими группами и уходили в горы. Многие уводили с собой домашний скот. Летом 1944 года в Хильдехороевском районе разведка внутренних войск обнаружила землянки и загоны для скота, построенные скрывавшимися гражданами. Дислоцировавшиеся в горных районах войска занимались, помимо прочего, прямым истреблением оставшегося населения:
После выселения чеченцев и ингушей в Галанчожский район прибыли части учебного стрелкового полка майора Сайгатова для помощи государственной комиссии по сбору скота и имущества. Дислоцируясь на хуторах Галанчожского района, подразделения допустили ряд безобразных фактов нарушения революционной законности, самочинных расстрелов над оставшимися после переселения чеченками-старухами, больными, калеками, которые не могли следовать. 22 марта [1944 года] на хуторе Геличи Галанчожского района некоторыми курсантами этого полка были расстреляны больные Гайсултанов Изнаур, Джабалка, Демильхан, калека Гайсултанов Умар, восьмилетний мальчик. 19 апреля 1944 г. этой же группой были расстреляны ещё два неизвестных чеченца. По не уточнённым данным, курсанты этого же подразделения в Нашхоевском сельсовете Галанчожского района произвели самочинный расстрел больных и калек до 60 человек.
Почти каждая операция внутренних войск в горах приводила к захвату большого числа пытающихся уклониться от депортации. Для ускорения их депортации из ссылки были временно возвращены наиболее авторитетные религиозные деятели. Под их гарантии с гор и из лесов вышли несколько тысяч человек. По данным НКВД, до конца 1944 года в депортацию были отправлены более 6 500 человек, задержанных с марта 1944 года.

### Разграбление области
Для обеспечения сохранности оставляемого личного, колхозного и государственного имущества в ходе подготовки депортации были созданы комиссии для учёта этого имущества. В помощь комиссиям было отобрано 8 500 солдат и офицеров и дополнительно мобилизовано в Грозном ещё до 8 тысяч человек. Несмотря на эти меры, огромное количество имущества было уничтожено или разграблено. Только при перегоне скота на равнину якобы пало примерно 18 тысяч голов скота. Из более чем 209 тысяч голов крупного рогатого скота вновь прибывшим в область поселенцам было передано 113 тысяч, а из 236 тысяч овец и коз — 190 тысяч.
В область приезжали мародёры и из соседних регионов. Только в 1944 году было задержано 1245 человек. У них изъяли 700 тысяч рублей, 170 тонн зернопродуктов, промышленных товаров более чем на 200 тысяч рублей. В десятки раз больший урон был нанесён военными и войсками НКВД, но милиционеры опасались их трогать.
В хищениях имущества оказалась замешана вся партийно-хозяйственная и милицейская верхушка Грозненской области и соседних регионов. Только на территориях, вошедших в состав Дагестанской АССР, в мародёрстве были замешаны секретари Дагестанского обкома ВКП(б), секретари райкомов партии, прокуроры, руководители районных руководителей НКВД и т. д. Самых «отличившихся» были вынуждены снимать с должностей и сажать в тюрьму. Масштаб явления оказался столь велик, что от арестов пришлось отказаться, так как в противном случае НКВД остался бы без руководящих кадров.
Отдалённые от коммуникаций населённые пункты были уничтожены. Остались только крупные сёла.

### Культурно-исторические потери
По указанию партийно-советского руководства были разграблены мечети и кладбища. Надгробные камни использовались при закладке фундаментов заводов и ферм, прокладке дорог, в качестве бордюров. На площадях Грозного жгли книги на чеченском, ингушском и арабском языках. Из остальных книг вырывались или замазывались страницы с упоминанием коренных народов области. Дирекция республиканской библиотеки с риском для жизни спасла от уничтожения и укрывала до восстановления автономии несколько сотен книг на национальных языках.
Подверглась чистке в соответствии с новыми установками коллекция республиканского краеведческого музея. Уничтожалось и расхищалось многовековое культурно-историческое наследие чеченцев и ингушей: рукописные книги и библиотеки, золотые и серебряные украшения, оружие, ковры, утварь, мебель. Был взорван памятник видному борцу за установление Советской власти в Чечено-Ингушетии Асланбеку Шерипову. На месте этого памятника был установлен памятник завоевателю Чечни генералу А. П. Ермолову. На ограждении памятника были установлены чугунные плиты с цитатами. На одной из них была надпись: «Народа сего под солнцем нет подлее и коварней. Ермолов о чеченцах».
Улицам, аулам и районам вместо исконных срочно давались русские и осетинские названия. Уничтожению и надругательству подверглись средневековые башенные, культовые и погребальные сооружения в сёлах Эзми, Кяхки, Хамхи, Джейрах, Гарак и целом ряде других.

### Заселение области
Руководство Грозненской области и регионов, к которым отошла часть Чечено-Ингушетии, должны были принять меры к заселению высвободившейся территории. Область заселялась переселенцами из других регионов страны. По мнению историка Александра Некрича, это делалось для того, чтобы, во-первых, «сделать в будущем восстановление Чечено-Ингушской АССР невозможным» и, во-вторых, предотвратить крах её экономики. В середине мая 1944 года число переселенцев достигло 40 % от общего числа выселенных чеченцев. 6800 семей переселилось из Ставрополья. 5892 семьи переселились из Грозного в сельские районы области. Дальнейшее заселение планировалось проводить за счёт переселенцев из центральных районов страны (Тамбовская, Пензенская, Ульяновская и другие области).
Для стимуляции переселения был установлен ряд льгот: списывались недоимки по государственным долгам; на новом месте действовало освобождение от налогов на один год; выдавалось единовременное денежное пособие 2500 рублей; предоставлялось право бесплатного проезда и провоза имущества весом до 2,5 т на новое место жительства; выдавались строительные материалы. Тем не менее, желающих было мало, заселение территории продолжалось до начала 1950-х годов. Часть прибывших, столкнувшись с трудностями обустройства, к тому же в небезопасных условиях, возвращалась на прежнее место жительства. В период с 1947 по 1951 год в Грозненскую область прибыло более 6 тысяч семей, из которых лишь 4 тысячи остались на новом месте.
Весной 1944 года из Грузии в Грозненскую область предполагалось переселить всего 500 семей. Это объяснялось тем, что к Грузии отошли горные районы, в которых планировалось сохранить только самые крупные и легкодоступные аулы. Остальную территорию предполагалось использовать в качестве пастбищ. Территория, отошедшая к Грузии, стала именоваться Ахалхевским районом.
По плану на первом этапе власти Северной Осетии должны были создать на землях Ингушетии 3 тысячи новых хозяйств. Хотя к Северо-Осетинской АССР отошли наиболее плодородные земли, из-за недостатка людей и нежелания горцев занимать чужие земли заселение шло медленно. Поэтому власти пришлось привлекать к заселению жителей Южной Осетии.
Дагестанские власти должны были заселить чеченские аулы Хасавюртовского и Бабаюртовского районов, из которых было выселено чеченское население, Ауховский район, до депортации заселённый чеченцами-аккинцами, и отошедшие к Дагестану Веденский, Ножай-Юртовский, Чеберлоевский и Курчалоевский районы общей площадью 3 000 км². Поскольку жители горных районов Дагестана традиционно страдали от малоземелья, недостатка в потенциальных переселенцах не было. К тому же людей, попавших в разнарядки и не желающих переселяться, переселяли силой, а их дома в некоторых случаях разрушали. Переселение производилось из 224 горных сёл, из них 114 мелких селений переселились полностью. На новые земли были переселены 65 тысяч человек, из которых 51 тысяча была направлена в районы Грозненской области. Для этого в марте/апреле 1944 года на освободившееся место были заселены кумыки, депортированные с территории Дагестана.
В то же время власти оказались не в состоянии обеспечить всем необходимым стольких людей. Переселенцы, предполагая жить в богатых чеченских сёлах, брали с собой лишь самое необходимое. Кроме того, в новых условиях им требовались другие хозяйственные навыки. В конце 1944 года среди дагестанских переселенцев произошла вспышка малярии, охватившая более одной пятой их общего числа. Затем к ней добавились тиф и другие болезни. В числе возможных причин болезней назывались «острый недостаток мыла, белья, культурная отсталость переселенцев, недостаток и однообразие продуктов питания».
Проблемы, возникшие при переселении, привели к срыву сельскохозяйственных работ, что, в свою очередь, в начале 1945 года вызвало голод среди дагестанских переселенцев. Руководство области было вынуждено оказать им срочную продовольственную и материальную помощь. Вспышки малярии и тифа были зафиксированы и в последующие годы. В Ауховском районе с 1944 по 1947 годы от болезней умерло около 2 тысяч переселившихся в этот район лакцев (почти треть переселившихся). Сложности, возникшие на новом месте, привели к тому, что часть дагестанских переселенцев самовольно вернулась на прежние места жительства.
Даже в 1956 году, когда чеченцы и ингуши начали возвращаться на родину, многие населенные пункты на равнине были не до конца заселены. Продовольственная проблема в Грозненской области так и не была решена, поэтому власть вынуждена была завозить большое количество продовольствия. Довоенный уровень производства продовольствия не был достигнут ни в одном из районов бывшей Чечено-Ингушетии.

### Развитие Грозного
Депортация практически не отразилась на развитии Грозного, так как чеченцы и ингуши не составляли там значительной части населения. Восстановление промышленности, значительная часть которой была эвакуирована, началось ещё до окончания войны. В 1949 году был достигнут довоенный уровень производства. Темпы промышленного роста в 1945—1956 годах опережали показатели 1930-х годов. В 1951—1955 годах было построено 23 новых предприятия. Большинство старых заводов было реконструировано и оснащено новой техникой. Более половины объёма промышленной продукции, как и в довоенные годы, давала нефтепереработка. В 1956 году объём продукции только грозненских заводов вдвое превышал объём продукции всего Дагестана или Северной Осетии.
В отличие от сельского населения, число жителей Грозного быстро росло. Причинами этого были естественный рост населения, переселение жителей близлежащих сёл и миграция из других регионов СССР. Для обеспечения горожан жильём были построены новые кварталы и жилые посёлки. За первую половину 1950-х годов было построено 300 000 м² жилья. Население города достигло 233 тысячи человек, что на 60 тысяч превышает аналогичный показатель 1939 года. Также происходило совершенствование и расширение коммунальных служб, социальной сферы, городского транспорта.

## Последствия

### Численность депортированных
Ближайшим следствием переселения чеченцев и ингушей стало значительное сокращение численности обоих народов в первые годы ссылки. Помимо того, что адаптация в местах расселения в любом случае была тяжёлым процессом, потери дополнительно возросли из-за двух обстоятельств: во-первых, трудностей военного времени, во-вторых, того, что основная масса чеченцев и ингушей на родине занималась сельским хозяйством. Удельный вес квалифицированных специалистов, которые могли бы быть востребованы в местах ссылки, был невелик (по данным на март 1949 года, 63,5 % взрослых чеченцев и ингушей спецпоселенцев были неграмотны, против 11,1 % у переселённых в Казахстан немцев). Если переселенцы не находили себе работу в аграрном секторе, шансы их на выживание в ссылке оказывались небольшими.
Данные о рождаемости и смертности среди чечено-ингушского контингента отсутствуют, однако известны показатели в целом по депортированным народам Северного Кавказа (чеченцы, ингуши, карачаевцы, балкарцы). Всего с момента выселения и до 1 октября 1948 года в ссылке родилось 28 120 человек, а умерло 146 892. По отдельным годам показатели рождаемости и смертности выглядели следующим образом:
| Год  | Родилось | Умерло | Прирост (убыль) |
| ---- | -------- | ------ | --------------- |
| 1945 | 2230     | 44 652 | −42 422         |
| 1946 | 4971     | 15 634 | −10 663         |
| 1947 | 7204     | 10 849 | −3645           |
| 1948 | 10 348   | 15 182 | −4834           |
| 1949 | 13 831   | 10 252 | +3579           |
| 1950 | 14 973   | 8334   | +6639           |

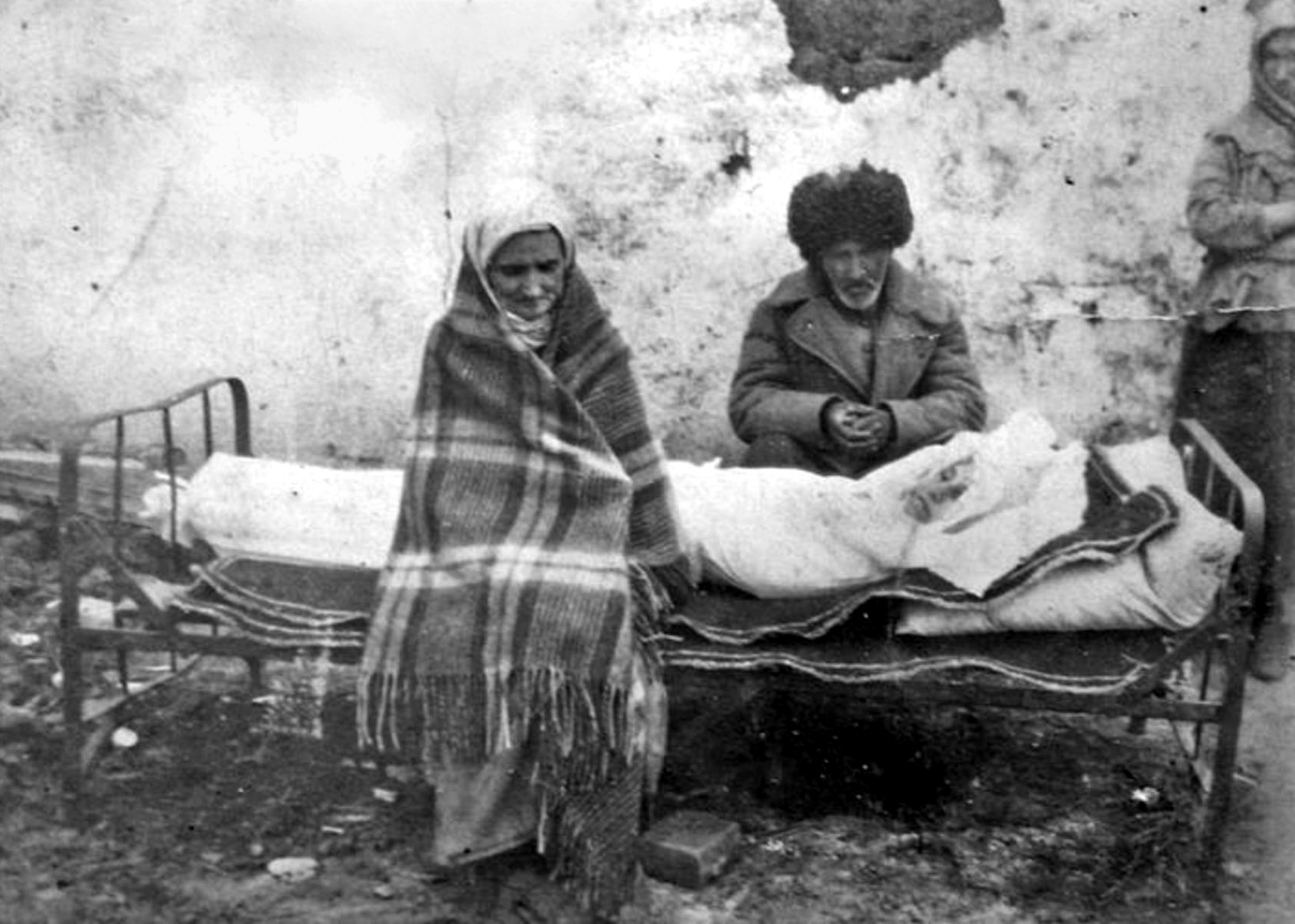
Ингушская семья Газдиевых у тела умершей дочери. Казахстан, 1944 год

Учитывая, что на момент прибытия в ссылку чеченцы и ингуши составляли 81,6 % депортированного северокавказского контингента, общую смертность среди вайнахов к 1949 году можно оценить примерно в 123 тысячи человек (около 100 тысяч чеченцев и 23 тысячи ингушей, то есть каждый четвёртый из обоих народов). С учётом «ординарной» смертности, потери от депортации (сверхсмертность), по-видимому, могут быть оценены приблизительно в 90—100 тысяч человек. Это составило около 20 % первоначальной численности депортированных.
По оценкам Д. М. Эдиева, потери от депортации составили 125 477 чеченцев (30,76 % от числа депортированных) и 20 284 ингуша (21,27 %).
C 1939 по 1959 год численность чеченцев в СССР возросла всего на 2,6 % (с 407 968 до 418 756 человек), численность ингушей — на 15,0 % (с 92 120 до 105 980 человек). Основным фактором столь низкого прироста стали тяжёлые потери в период ссылки. Однако во второй половине XX века благодаря традиционно высокой рождаемости чеченцы и ингуши смогли преодолеть последствия этой демографической катастрофы. С 1959 по 1989 годы численность чеченцев возросла в 2,3 раза, ингушей — в 2,2 раза.

### Расселение депортированных
К 1 января 1945 года на спецпоселении насчитывалось 440 544 чеченца и ингуша, к началу 1949 года их численность сократилась до 365 173 человек. К 1949 году процесс адаптации к условиям жизни на спецпоселении в основном завершился. Рождаемость стала превышать смертность, вследствие чего стала увеличиваться и общая численность переселенцев. На начало 1953 года на учёте спецкомендатур состояло 316 717 чеченцев и 83 518 ингушей. Распределение их по регионам СССР на этот момент выглядело следующим образом:
| Регион                         | чеченцы | ингуши | всего   |
| ------------------------------ | ------- | ------ | ------- |
| Казахская ССР                  | 244 674 | 80 844 | 325 518 |
| Карагандинская область         | 38 699  | 5226   | 43 925  |
| Акмолинская область            | 16 511  | 21 550 | 38 061  |
| Кустанайская область           | 15 273  | 17 048 | 32 321  |
| Павлодарская область           | 11 631  | 12 281 | 23 912  |
| Восточно-Казахстанская область | 23 060  | 3      | 23 063  |
| Алма-Атинская область          | 21 138  | 1822   | 22 960  |
| Талды-Курганская область       | 21 043  | 465    | 21 508  |
| Джамбульская область           | 20 035  | 847    | 20 882  |
| Кокчетавская область           | 5779    | 14 902 | 20 681  |
| Семипалатинская область        | 19 495  | 58     | 19 553  |
| Северо-Казахстанская область   | 12 030  | 5221   | 17 251  |
| Южно-Казахстанская область     | 14 782  | 1187   | 15 969  |
| Кзыл-Ординская область         | 13 557  | 74     | 13 631  |
| Актюбинская область            | 10 394  | —      | 10 394  |
| Гурьевская область             | 1244    | 159    | 1403    |
| Западно-Казахстанская область  | 3       | 1      | 4       |
| Киргизская ССР                 | 71 238  | 2334   | 73 572  |
| Фрунзенская область            | 31 713  | 1974   | 33 687  |
| Ошская область                 | 21 919  | 294    | 22 213  |
| Джалал-Абадская область        | 13 730  | 39     | 13 769  |
| Таласская область              | 3874    | 13     | 3887    |
| Тянь-Шаньская область          | 1       | 1      | 2       |
| Узбекская ССР и Таджикская ССР | 249     | 182    | 431     |
| РСФСР                          | 535     | 142    | 677     |
| ИТЛ и спецстройки МВД СССР     | 19      | 15     | 34      |

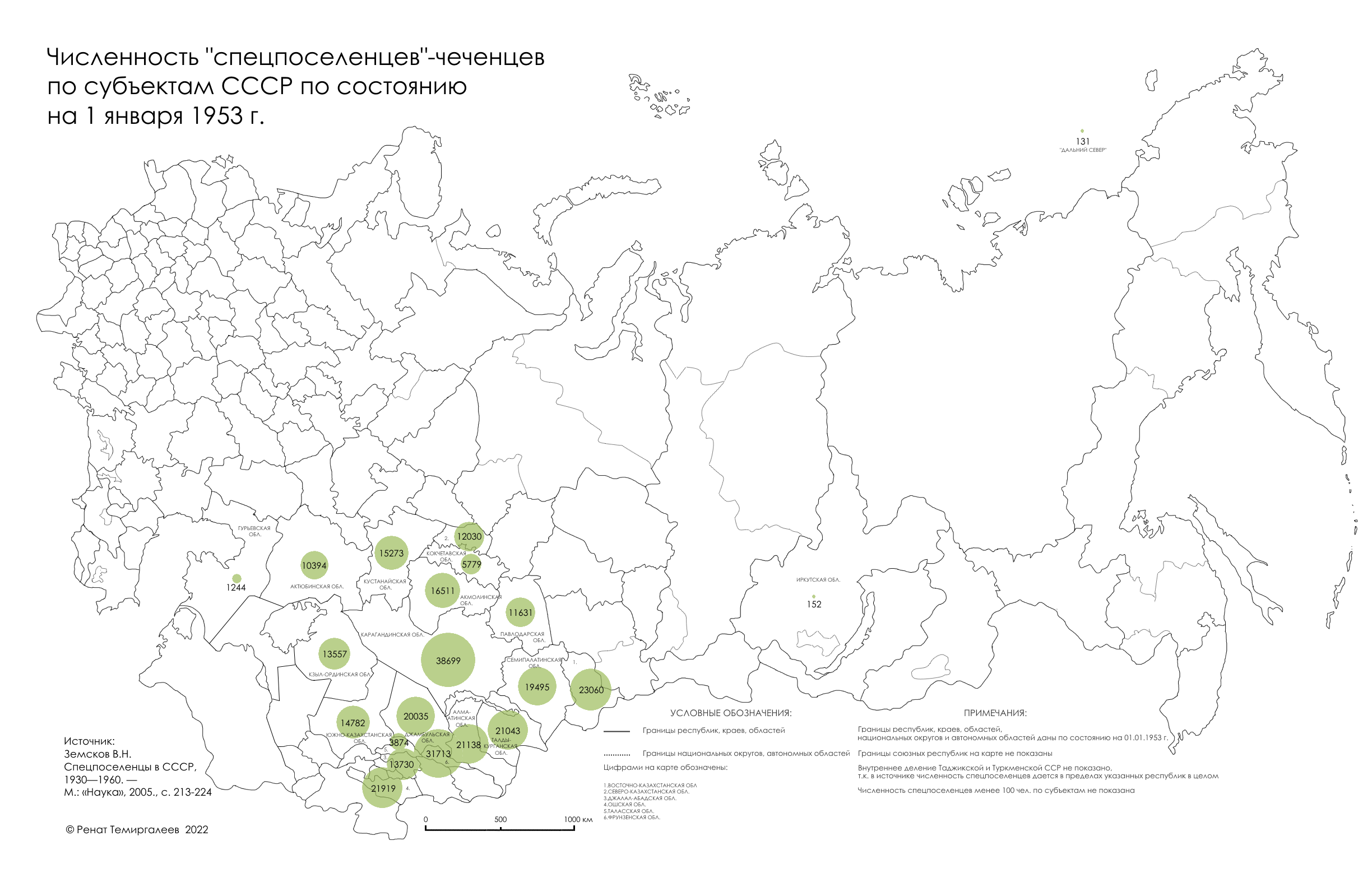
Численность «спецпоселенцев»-чеченцев по субъектам СССР на 1 января 1953 года

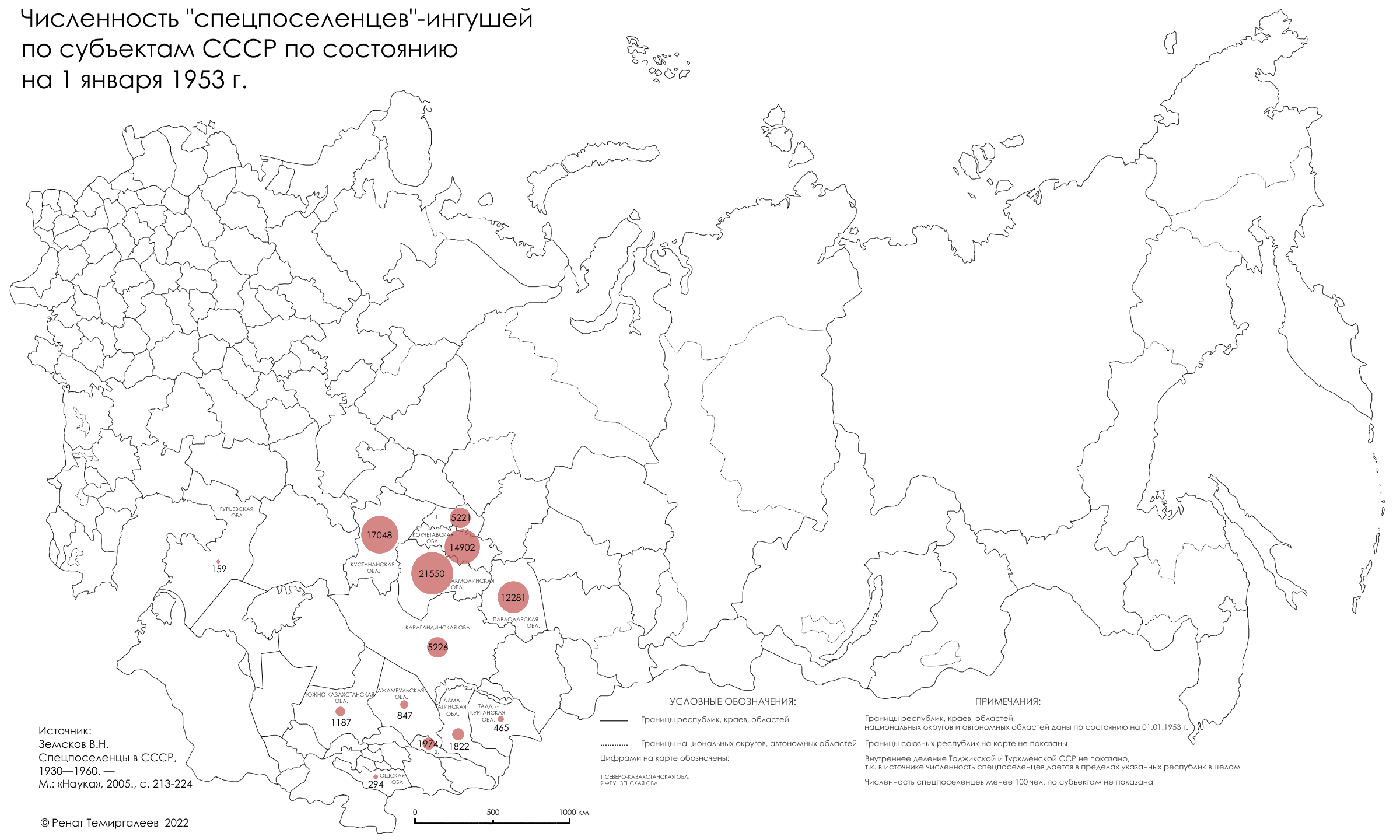
Численность «спецпоселенцев»-ингушей по субъектам СССР на 1 января 1953 года

Горцы, прежде работавшие в нефтяной отрасли, были направлены на работу в объединение «Казахстаннефть» (Гурьевская область). Это были специалисты с высшим и средним специальным образованием, а также рабочие, имевшие опыт практической работы в нефтедобыче и нефтепереработке.

### Условия жизни горцев
… первые годы были очень тяжёлыми из-за отсутствия жилья (многих прямо в степь высадили) и голода (местные казахи и те голодали). У моего отца на попечении оказалось около 40 человек: своих собственных детей и разных близких родственников. Он был очень сильным и смелым мужчиной. Его авторитет был огромным. Джокалу знали все в горной Чечне, и в Средней Азии к нему люди тоже потянулись под защиту. Положение было таким, что приходилось воровать у местных скот, в основном совхозных овец.

Он как-то рассказал, что казахи верхом на лошадях однажды его догнали с овцами. А он достал огромный нож, очертил им линию и сказал: «Не подходите! У меня голодные сироты и я буду биться насмерть». Они постояли, лошадей повернули и ускакали от него. Испугались или поняли, что человек в отчаянии. Так отец никому не дал умереть с голоду.
С одной стороны, власть пыталась облегчить жизнь спецпоселенцев и частично компенсировать им утерянное в результате депортации имущество. В частности, 29 мая 1944 года Совнаркомом СССР было принято постановление «О выдаче скота и продовольственного зерна спецпереселенцам — карачаевцам, чеченцам, ингушам, балкарцам и калмыкам в обмен за принятые от них скот и зерно в местах выселения», в котором шла речь о выделении депортированным рабочего и мясо-молочного скота, продовольственного зерна, сырья для изготовления меховой одежды и детской обуви, леса для жилищного строительства.
С другой, такие постановления власти на местах не всегда выполнялись в силу целого ряда причин, и одной из главных была продолжающаяся война. После окончания войны правительственным постановлением от 28 июля 1945 года спецконтингенту был предоставлен целый ряд льгот.
16-20 марта 1945 года в Алма-Ате прошло первое республиканское совещание начальников областных отделов по хозяйственному устройству спецпереселенцев Северного Кавказа. На нём отмечалось, что при расселении депортированных возникли проблемы, связанные с дефицитом жилой площади и продовольствия, негативным отношением ряда руководителей и части местного населения, распространением среди горцев эпидемий, в частности сыпного тифа. Это затрудняло адаптацию вновь прибывших, их трудоустройство, создавало «упаднические настроения, вызванные переменой постоянного места жительства».

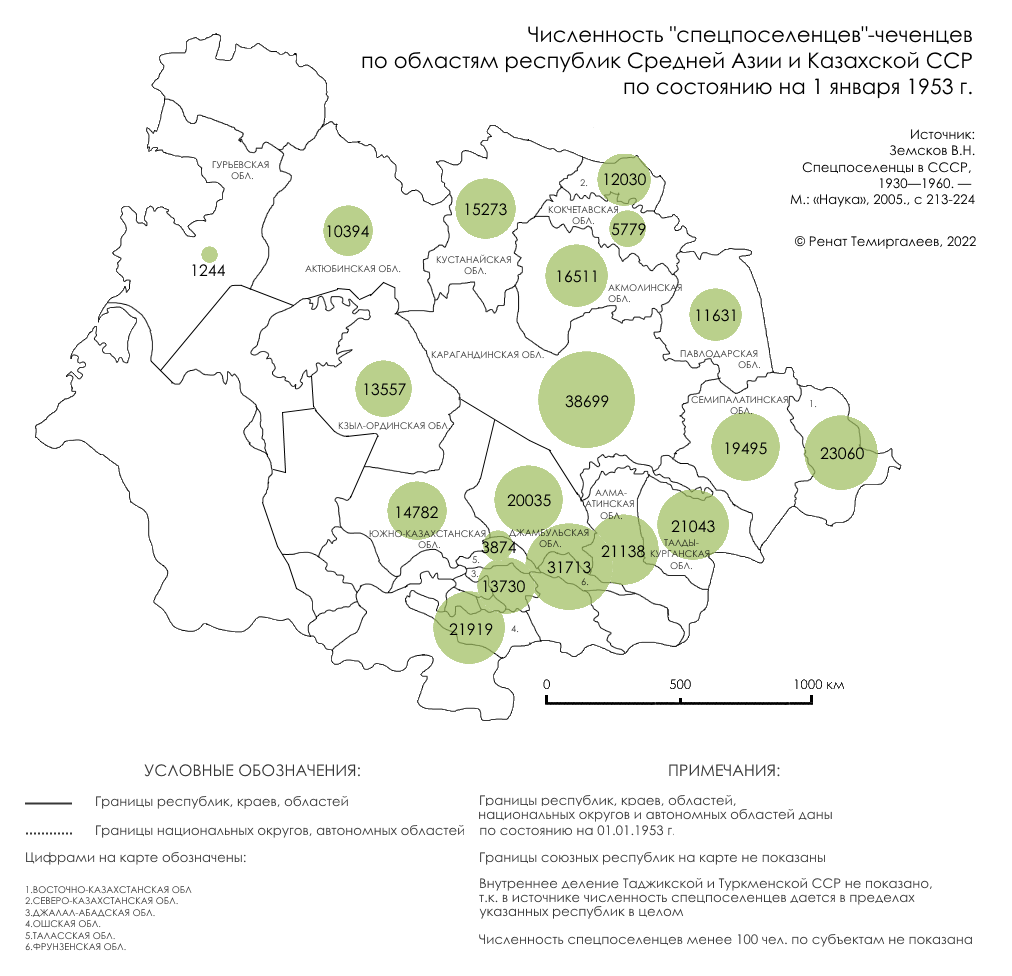
Численность «спецпоселенцев»-чеченцев по областям республик Средней Азии и Казахской ССР на 1 января 1953 года

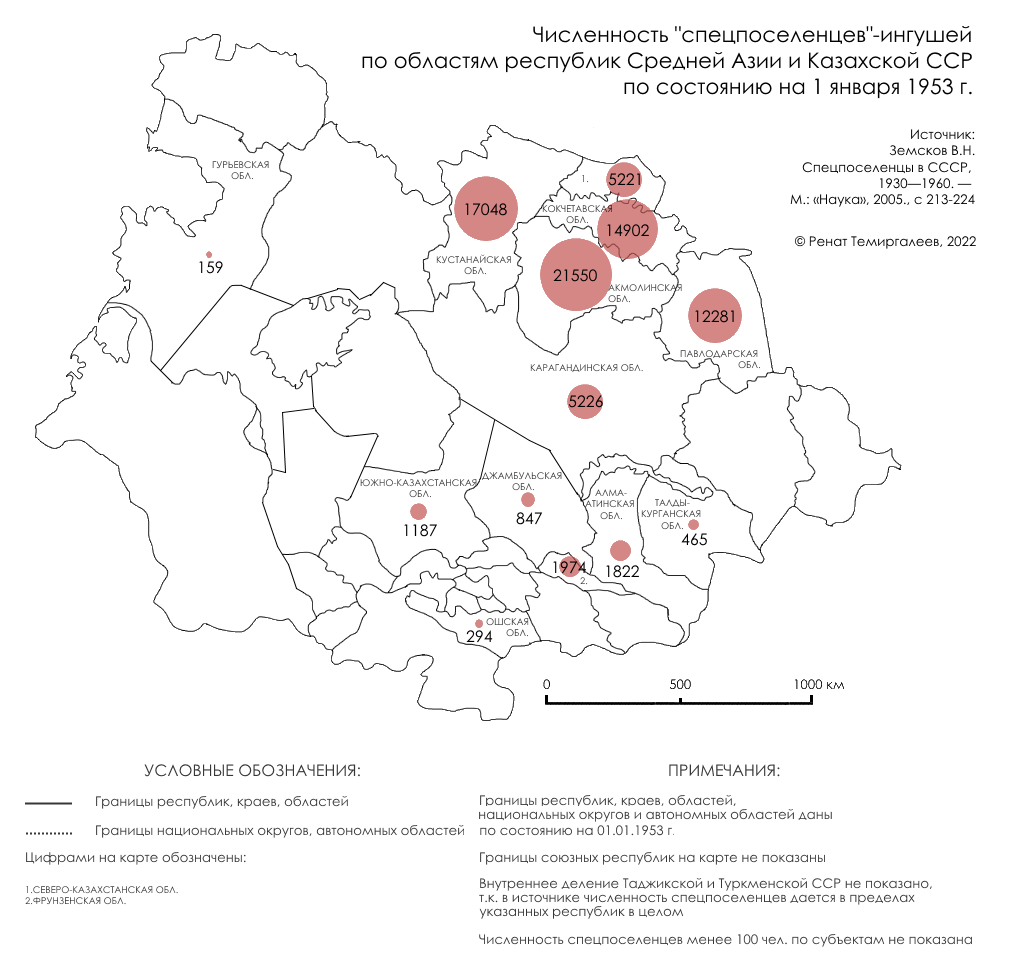
Численность «спецпоселенцев»-ингушей по областям республик Средней Азии и Казахской ССР на 1 января 1953 года

10 апреля 1945 года в Карагандинской области был утверждён план, по которому предполагалось строительство 80 и ремонт 600 домов для спецконтингента. За 1947 год по области было построено 119 домов, куплено 42 и отремонтировано 337. В Темиртау по плану горкомхоза было построено 62 саманных дома, а за счёт средств самих переселенцев — 42. Из-за недостатка финансирования и материалов дома строились главным образом из самана с крышами из шлака и глины.
В районах создавались «тройки» в составе председателя райсовета, секретаря райкома партии и начальника районного отделения НКВД. «Тройки» обязывали местные партийные, советские и хозяйственные органы принять меры по обеспечению спецконтингента жильём (за счёт уплотнения семей местных колхозников), исправными бричками и тяглом, банями, вошебойками, топливом и т. д. Так, 4 марта 1944 года в Таласский район Жамбылской области прибыла первая партия спецпоселенцев в составе 1349 чеченцев. Из них на комбинате Чулак-Тау было размещено 120 семей (651 человек), в «Каракульсовхозе» — 62 семьи (203 человека), в Тамдынском сельсовете, где было шесть колхозов — 21 семья (42 человека), в Кзыл-Аутском сельсовете — 30 семей (109 человек) и т. д. При этом возникли проблемы с трудоустройством вновь прибывших. Они оказались жителями Грозного из числа студентов, артистов, юристов и других представителей интеллигенции, прежде не занимавшихся сельскохозяйственным трудом.
В телеграмме, которую 16 октября 1944 года Совнарком и ЦК ВКП(б) Казахской ССР отправил облисполкомам и обкомам партии, говорилось:
… крайне неблагполучное положение спецпереселенцев, расселённых в колхозах и промпредприятиях… значительное количество из них продолжают жить в хозпостройках, клубах и других помещениях, не пригодных для проживания в зимних условиях. Большое количество размещено крайне скучено, в результате чего квартиры содержатся грязно, развелась поголовная завшивленность, вследствие этого возникают эпидемические заболевания. Наблюдаются многочисленные факты заболевания спецпереселенцев дистрофией. Крайне неудовлетворительно проводится раздача скота, а розданный скот из-за отсутствия работы многие спецпереселенцы режут и продают. В ряде районов заготовка местных стройматериалов, строительство и ремонт жилдомов прекращены.
Руководство Казахстана собирало информацию с мест и принимало меры к улучшению положения вайнахов, периодически проводились совещания, на которых обсуждалась, среди прочих, и эта проблема. 20 апреля 1945 года на совещании бюро Кустанайского обкома партии отмечалось, что некоторые районные власти самоустранились от решения проблем спецпоселенцев. В Карабалыкском, Кустанайском, Карасуском, Урицком и Орджоникидзевском районах горцы находились в исключительно тяжёлых условиях. В ряде районов, где отпущенные продовольственные фонды не были использованы по назначению, были отмечены случаи истощения и опухания от недоедания. Отмечалось наличие больных дистрофией, неправильное начисление спецпоселенцам-колхозникам трудодней, несвоевременное изготовление и раздача тёплой обуви и полушубков, незаконные действия и произвол по отношению к вновь прибывшим в целом ряде районов. Также были отмечены факты несвоевременной подготовки стройматериалов и транспорта, приведших к срыву обеспечения выселенных жильём.
Когда голод становился смертельным, вспоминают очевидцы, «собиралась община, и старший предлагал любой ценой достать корову или лошадь, чтобы спасти жизнь остальным. Тогда находился кто-то, кто сознательно шел на такой грабёж. Потом его сажали в тюрьму отбывать срок, порой он пропадал без вести, но все знали, что он пошел на это, чтобы сохранить им жизнь». Всё, что считалось у ингушей безнравственным вчера... «воровство, ложь, хитрость, изворотливость, — сегодня допускалось. Ради цели выжить разрешалось всё!».
В 1944 году Северо-Казахстанская область на индивидуальное жилищное строительство для горцев получила 1 млн 900 тысяч рублей. Из них вайнахам было фактически выдано 887 198 руб. Причиной задержки выдачи областные чиновники называли неповоротливость районных организаций и председателей колхозов. Так, в Пресновском районе всё лето сельхозбанк был закрыт, так как управляющий находился в отпуске и к выдаче ссуд приступил только в декабре. Выдача денег прекратилась ввиду отсутствия их в банке, так как областной сельхозбанк не дал подкрепления указанных средств.
В той же области в 1945 и 1946 годах на кредиты для спецпоселенцев на строительство и приобретение жилья было выделено 2 млн 200 тысяч рублей. Проверками были выявлены факты использования отдельными руководителями своего служебного положения для махинаций с этими средствами. В Сивковском сельсовете Соколовского района вайнахам было куплено 12 дернопластовых домов по 400 рублей, а сельхозбанк выделил кредит на 2000 рублей. Председатель колхоза имени Петровского Мамлютинского района представил фиктивный документ на покупку дома для двух семей депортированных на 4000 рублей при реальной цене 2000 рублей. В колхозе имени Ленина Советского района спецпоселенцу правлением колхоза был продан дом фронтовика за 5000 рублей. Но фронтовик вернулся и забрал свой дом, а спецпоселенец остался без дома и денег.
В комендатурах висел список ограничений для спецпереселенцев: в партию не принимать, в вузы не принимать, использовать переселенцев только как чернорабочих, на руководящие должности не выдвигать, общественную работу не поручать, инициативу не поощрять, никакими наградами не награждать, в армию не призывать. Но постепенно эти ограничения с них снимались.
В некоторых районах местные власти сделали всё возможное для решения проблем горцев. В 1944—1945 годах в колхозе имени Вильямса Мамлютского района, где проживали 24 семьи спецпоселенцев, для них были построены собственные дома. Вайнахи были обеспечены продуктами питания. Чеченцы и ингуши были трудоустроены, и правление колхоза хорошо отзывалось об их работе. Так же обстояло дело в колхозе «Молодая гвардия» того же района, где проживало 9 семей, колхозе «Пламя» Конюховского района (32 семьи), колхозе «Хлебороб» того же района (52 семьи), Чистовском зерносовхозе Булаевского района (214 семей).
Однако был целый ряд примеров противоположного свойства. В зерносовхозе имени Кирова Советского района, где проживали 213 депортированных семей, с момента их вселения не было построено ни одного дома. Все семьи жили в домах зерносовхоза, часть из которых требовала капитального ремонта. Магомед Мержоев с семьёй из 8 человек проживал в совершенно непригодном для проживания бараке без окон, дверей и печки. Проверкой было установлено, что руководитель ничего не предпринимает для изменения ситуации, хотя возможности для этого имелись. В Токушинском совхозе Полуденского района в тяжёлых условиях жили 32 семьи из 133 человек. В одной квартире жили по нескольку семей. Ахмет Хапчуев с семьёй из семи человек в 1945—1946 годах жил в помещении, приспособленном под изолятор для животных. На территории Павлодарской кожевенно-меховой фабрики в общежитиях барачного типа жили 85 семей вайнахов (635 человек). Температура зимой достигала −20°С, при этом большинство людей не имели тёплой одежды, дети были полураздеты и фактически обречены на смерть. При этом депортированные не обеспечивались продуктами. За январь 1945 года на фабрике от голода и холода умерли 12 человек. Неоднократные предупреждения руководству фабрики последствий не имели.
Согласно нормативным документам, в порядке компенсации за реквизированный скот горцев должны были обеспечить живым скотом в местах их расселения. На 1 декабря 1944 года скот был выдан 3924 семьям (82 % общей численности семей), из них крупного рогатого скота 2177 голов, овец и коз — 6086 голов. В 1946 году в Северо-Казахстанской области скот имели 5017 семей из 5088, из них крупный рогатый скот — 4869 семей.
Казахстан и Киргизия сами страдали от недорода. В официальных документах были отмечены факты потребления депортированными в пищу трав и кореньев, заболевания на почве истощения, безбелковые отёки. В 1944 году и начале 1945 года в Киргизии из-за отсутствия продуктов, помещений и кормов для содержания скота депортированные вынуждены были забить до 90 % полученного от государства скота. В Казалинском районе Кзыл-Ординской области по распоряжению райкома и райисполкома из выделенных для вайнахов фондов одна тонна хлеба была выдана местному партийному активу, а ещё шесть тонн — не спецпереселенческим семьям. Председатель колхоза «Токтогул» Базар-Курганского района израсходовал 150 кг муки, предназначенных для горцев, на питание местных колхозников, при этом 62 семьи депортированных остались без продуктов. В том же районе председатель колхоза «Новый быт» «сэкономил» на спецпереселенцах 120 кг муки, которые использовал на нужды колхоза. В Базар-Курганском районе в колхозах «1 Мая» и «Бешфадаш» продукты выдали только трудоспособным спецпереселенцам, а нетрудоспособных лишили пайка, израсходовав оставшееся на нужды колхоза.
Из-за многочисленных хищений и нецелевого использования фондов продовольствия, скота, строительных материалов и денежных ссуд, выделенных для спецпереселенцев, НКВД пришлось решать эти проблемы в том числе и агентурно-оперативными методами. В Киргизии была даже создана «специальная секретно-осведомительная сеть в соответствующих организациях, занимающихся распределением и реализацией вышеуказанных фондов».
Выданный скот вайнахи зачастую должны были забивать, так как у них не было ни кормов для скота, ни мест и условий для его содержания. В 1944 году были зафиксировано 180 фактов забоя выделенного скота. Для пресечения этой практики в тех районах, где спецпоселенцы не имели условий для содержания скота, районные власти предлагали передавать выданный скот на сохранение колхозам и проводить расследование по фактам забоя скота.
Отмечены также случаи, когда спецпоселенцы восстанавливали скот за собственный счёт. В 1945 году в Ленинском районе в 65 хозяйствах горцев было забито и продано 38 коров и 75 овец. Но в следующем году эти же хозяйства за свой счёт приобрели 28 коров и 85 овец.
Многие семьи депортированных сохранили скот, так как он обеспечивал существование их семей. Факты же его забоя и продажи лишь свидетельствуют об отчаянном положении спецпоселенцев. Кроме того, отдельные вайнахи по невыясненным причинам не попали в списки на получение скота.
В Северо-Казахстанской области в 1944 году было взято на учёт 1169 семей (4802 человека), остро нуждавшихся в продовольственной помощи, обеспечении одеждой и обувью. Вайнахов, нуждавшихся в одежде и обуви, по области насчитывалось 3801 семья (16 223 человека). В том же году для них было выделено 200 полушубков и 100 пар обуви. В ряде случаев цены на товары для спецпоселенцев, переданные для реализации в сельскую кооперацию, накручивались до 200 % против государственных, и эти товары оказывались недоступны для нуждающихся из-за их дороговизны.
В том же году в область поступило 60 000 м хлопчатобумажной ткани. Из резерва правительства Казахстана было выделено 7200 кг шерсти, 1900 шубных овчин, 100 штук крупных кож. Из них было изготовлено 263 полушубка и столько же рукавиц, 900 пар ботинок, которые распределили среди нуждающихся. Однако потребность в одежде и обуви для вайнахов была намного выше. Из-за отсутствия зимней одежды и обуви 1800 человек не работали в колхозах и совхозах, 2816 детей не обучались в школах.
Из 4183 семей, прибывших в область, приусадебные участки имели 3925 семей. 258 семей участков не имели, но у них были огороды в среднем по 0,5 га на семью. В ряде колхозов местное руководство саботировало указания сверху, под разными предлогами отказывая вайнахам в выделении участков, несвоевременно выделяя семенные ссуды, урезая выделенные участки. Почти у половины горцев участки располагались на расстоянии 1-2 км от жилья, что создавало трудности с их обработкой и уборкой урожая.
Ещё одной серьёзной проблемой депортированных было воссоединение семей. Вопреки всем трудностям вайнахи старались жить рядом со своими близкими. В Северо-Казахстанской области при расселении было зарегистрировано 1070 разрозненных семей. В течение 1944 года нашли своих близких и воссоединились 923 семьи. Чеченцы и ингуши по возможности не оставляли детей в детских домах. Узнав, что дети их родственников или знакомых оказались в детском доме, они старались забрать их в свои семьи, что отличало их от других депортированных народов.
В донесениях руководителей силовых структур неоднократно отмечались грубость некоторых местных руководителей в отношении спецпереселенцев. Дорожный мастер и парторг 33-го разъезда на людях избили спецпоселенцев Гучигова и Мунаева, которые не в чём не были виноваты. В колхозе Ильича председатель Клиновицкий и заведующий МТФ Родионов вместе с колхозниками избили спецпереселенцев Муцаева и Алхастова, отчего последние потеряли зрение. Следствие по делу было окончено 26 августа 1944 года, но народным судом оно было рассмотрено только 12 февраля 1945 года. Клиновицкий был осуждён на один год тюремного заключения, а на Родионова следствие было прекращено ввиду призыва последнего в армию. В областном суде приговор был отменён, Клиновицкий был приговорён к принудительным работам на один год с удержанием 15 % зарплаты.
С 1944 года до конца первого полугодия 1946 года МВД Киргизии направило 15 спецсообщений в ЦК КП(б) Киргизии и Совет Министров Киргизской ССР «о положении спецпереселенцев и фактах издевательства, грубого и пренебрежительного отношения к ним». Четырежды оно информировало их о случаях «грубого, пренебрежительного отношения, доходящих до издевательства» над спецпереселенцами со стороны руководства Алабукинского района Джалал-Абадской области. 27 октября 1945 года Постановлением ЦК КП(б) Киргизии за издевательское отношение к спецпереселенцам был снят с должности секретарь райкома партии, а заместитель председателя райисполкома, народный судья, несколько председателей сельсоветов и колхозов были сняты с работы и отданы под суд.
В мае 1944 года в Казахстан приехала правительственная комиссия во главе с заместителем наркома внутренних дел С. Н. Кругловым для проверки положения депортированных. Местным партийно-советским органам было поручено «провести в местах расселения спецпереселенцев учёт всех пустующих домов и передать их в собственность нуждающимся», «обеспечить всех спецпереселенцев членов сельхозартелей трудовыми колхозными книжками и установить контроль за полным внесением в книжки отработанных трудодней». Органы НКВД должны были взять под контроль пункты раздачи продовольствия и за замеченные нарушения сразу же привлекать к уголовной ответственности. Бывшие партийные и советские руководители Чечено-Ингушетии были вызваны в ЦК КП(б) Казахстана и получили направление на работу.

### Ужесточение контроля за вайнахами
В январе 1945 года правительством было принято постановление о дополнительных ограничениях прав вайнахов. Они лишались права даже кратковременно оставлять места поселения без разрешения спецкомендатур. В течение 3 дней они должны были информировать органы НКВД обо всех изменениях в составе семей. Комендатуры получили право подвергать виновных аресту сроком на 5 суток или штрафу до 100 рублей.
Основанием для такого решения было недовольство чеченцев и ингушей своим положением. Органы НКВД весной 1944 года отмечали среди спецпоселенцев большое число антисоветских высказываний, «жалоб и резких реагирований на недостаточность снабжения продуктами питания, вражды и угрозы местному населению, хищений и краж у последнего скота, птицы и продуктов. Отмечены также факты намерений … к уходу за кордон».
Донос тайного агента МГБ на участника антисоветской националистической группы «Единомышленники» Могомеда Шатаева:
Источник «Орловский», 30 августа 1946 г.: «Шатаев Магомед в присутствии Мусаева Ахмеда, Эсембаева Мамада, Якуба (фамилия неизвестна) говорил: «Спецпереселенцы совершают мелкие преступления потому, что Советская власть, рискуя жизнью масс, не дает жить и есть кусок хлеба спецпереселенцам…».
К середине лета 1944 года только в Казахстане было арестовано 2196 спецпереселенцев. К октябрю того же года эта цифра возросла до 3310. Ещё 1969 человек были взяты на оперативный учёт органов НКВД. Несколько тысяч горцев были осуждены Особыми совещаниями. В дополнение к этому примерно 7 тысяч вайнахов, находившихся в местах заключения, были свезены в места депортации.
Среди спецпереселенцев была введена система круговой поруки: горцы делились на «десятидворки», жители которых несли коллективную ответственность за правонарушение со стороны одного из своих членов. Органами МВД и МГБ среди горцев вербовались осведомители и тайные агенты. Кроме того, вайнахи принуждались к вступлению в «группы содействия», помогавшие спецкомендатурам.
Источник «Горский», 27 июня 1951 г.: «Сообщил, что в разговоре с источником о положении чеченцев Налаев Султан заявил: «Установленный над спецпереселенцами строгий режим будет существовать до тех пор, пока не будет нормальная международная обстановка. Нам правительство СССР совершенно не доверяет. Как исполняется нашим детям 15-16 лет, их сразу берут на учет, и начинают контролировать, не говоря о взрослых. Это говорит о том, что мы не имеем политического доверия…»
На вопрос источника Налаеву, почему нам нет доверия, чем мы хуже остальных граждан, Налаев, несколько подумав, ответил: «Во-первых, мы, то есть наша национальность является репрессированной в целом, во-вторых, на наших национальностях построили политику страха, для примера другим нациям, чтобы они не думали проявлять недовольство к существующему строю, как это сделала наша нация. Теперь мы потеряли свою национальную самостоятельность, из нас правительство выжмет все соки. На нашем веку счастья ждать не приходится, будем лишь мучиться, а жить, как люди живут, – нечего ждать – не придется».
Лица, имевшие авторитет среди депортированных, в частности религиозные деятели, находились под особым надзором спецслужб. Их пытались склонить к сотрудничеству с властями. Например, за спецпереселенцами были сохранены избирательные права. В 1946 году большинство вайнахов приняло участие в выборах в Верховный Совет СССР во многом благодаря агитации религиозных авторитетов. В то же время изолировались и преследовались те религиозные деятели, которые призывали не участвовать в выборах. За такую агитацию было арестовано около 40 человек. Всего к осени 1946 года спецслужбами было выявлено более тысячи религиозных авторитетов, из которых 170 удалось принудить к сотрудничеству с властью.

### Сопротивление переселенцев
Несмотря на жёсткий контроль, органам МВД и МГБ не удавалось предотвратить многочисленные случаи нарушений со стороны спецпереселенцев. Очевидно, что подавляющее большинство этих нарушений было прямо спровоцировано политикой самой власти. Наиболее частым преступлением первых лет депортации было хищение пищевых продуктов, кража и забой скота, самовольное оставление мест поселения. В отчётах местных органов НКВД часто прямо признавалось, что лишь полная безысходность вынуждает горцев совершать эти нарушения. Как правило, при попытках задержания вайнахи оказывали яростное сопротивление.
Другой причиной побегов было то, что многие семьи были разлучены, а спецкомендатуры зачастую вообще не помогали спецпереселенцам решить эту проблему. С весны 1944 до конца 1950 года было зарегистрировано более 20 тысяч случаев побегов, при этом почти все беглецы были задержаны.
Первое время после прибытия депортированных сотрудники спецкомендатур, пользуясь своим служебным положением и бесправием вайнахов, пытались их грабить, насиловать и вымогать подношения. Однако ответные действия горцев быстро отрезвили комендантский контингент.
В 1948 году специальным постановлением Совета министров СССР было подтверждено, что чеченцы и ингуши депортированы «навечно». Тогда же были ужесточены наказания за побег из мест выселения. Максимальное наказание составляло 20 лет каторги, причём за помощь беглецам грозило заключение сроком до 5 лет. Однако побеги продолжались, при этом некоторым беглецам удавалось достигнуть Грозненской области.
В 1948 году часть депортированных была переселена повторно, на этот раз в границах Казахстана. Так как многие горцы «выказывали намерение» бежать в Китай, было издано распоряжение, которое не позволяло спецпереселенцам жить на расстоянии менее 100 км от государственной границы. Во исполнение этого распоряжения более 6 тысяч вайнахов были отселены из приграничных районов Казахстана.
В 1940—1950-х годах в местах заключения имели место массовые стычки между депортированными и преступными элементами, действовавшими при попустительстве власти. Уголовники пытались подчинить чеченцев и ингушей воровским порядкам. Однако горцы повсеместно давали жёсткий отпор таким попыткам, часто при этом беря под защиту русских, мусульман и «политических». Последних спецпереселенцы считали своими товарищами по несчастью. Вайнахи в сталинских лагерях и тюрьмах выступали в роли защитников обездоленных.
Те вайнахи, что пытались писать письма властям, оспаривавшие законность депортации, подвергались дополнительным репрессиям. За такое письмо на имя Сталина был приговорён к 10 годам заключения майор Салман Маматиев, кавалер двух орденов Красной Звезды, ордена Александра Невского. По тем же основаниям были осуждены танкист Гелани Мальсагов (кавалер 15 орденов и медалей, приговорён к 10 годам заключения), командир взвода кавалерийской разведки, Герой Советского Союза Хансултан Дачиев (был лишён звания и всех наград, приговорён к 20 годам заключения), сын полка Ваха Алиев, и целый ряд других горцев.

### Межэтнические конфликты
В 1946 году в Лениногорске произошла массовая драка. 15 тысяч освобождённых заключённых из занимаемых ими прежде бараков переселили в другой район города. В бараки вместо них были вселены чеченцы. Зэки периодически возвращались в бывшие места своего пребывания и издевались над чеченцами. В драке со стороны чеченцев участвовали все без различия пола и возраста. В результате имелись погибшие с обеих сторон. По итогам расследования чеченцы были переселены в Семипалатинскую область. Возглавивших отпор зэкам Уму и Махмуда Ахмадовых осудили и отправили в Нижний Тагил.
16-18 июля 1950 года столкновения в Лениногорске произошли снова. На этот раз в драках с чеченцами участвовали так называемые «вербованные» — рабочие, прибывшие по оргнабору. В документах не сохранилась информация о причинах столкновений. Конфликт вызвал большой резонанс среди партийного руководства города и области. Была проведена разъяснительная работа среди населения с целью сбить накал страстей. Был увеличен завоз в город продовольственных и промышленных товаров. В городе в течение 20 дней выступал государственный театр оперы и балета имени Абая и областной драмтеатр.
Массовая драка имела место в Атбасаре:
18 декабря 1954 года 20 студентов-механизаторов, потреблявших спиртные напитки в привокзальной столовой Атбасара… оскорбили, а затем избили двух ингушей… Два часа спустя около 50 механизаторов вломились в клуб железнодорожников, где они разыскивали людей ингушской национальности и избивали их досками, лопатами и другими предметами.
Массовые столкновения на межнациональной почве также были отмечены в Усть-Каменогорске, Тенгизе, Актау, Казаткоме и Чилике. Причиной этих событий были напряжённые отношения, сложившиеся между спецпоселенцами и местным населением, особенно из числа вербованных и лиц, освобождённых из мест заключения. Как свидетельствуют документы, одной из мер по предотвращению подобных событий властями рассматривался, в частности, вариант переселения горцев из городов, районных центров и железнодорожных станций в колхозы и совхозы.

### Труд депортированных
НКВД занималось также вопросами трудоустройства спецпереселенцев. Поскольку большинство из них прежде было занято в сельском хозяйстве, то главным работодателем для них стал Народный комитет земледелия. Несколько тысяч человек были направлены на угольные шахты и рудники цветных металлов, предприятия чёрной и цветной металлургии, транспорт, другие отрасли экономики. Специалисты по нефтедобыче и нефтепереработке были направлены на нефтепромыслы Гурьевской области Казахстана.
Аналитики МВД и госбезопасности считали большинство депортированных неспособным к производственной деятельности. Руководители организаций всеми способами пытались отказываться от характеризуемых таким образом работников и избавиться от тех, кого вынуждены были взять на работу под давлением комендатур. Переселенцы же не имели никаких прав, что позволяло игнорировать их интересы. В Гурьевской области действовало распоряжение обкома, запрещавшее принимать вайнахов на курсы по подготовке рабочих специальностей. В Джамбульской области повсеместно ущемлялись права горцев в материально-правовых вопросах. В Семипалатинской области на многих предприятиях чеченцам и ингушам задерживали зарплату и выдачу продовольственных пайков.
Контингент, отнесённый к категории «социально опасного», мог работать только там, куда его направила комендатура. Администрация предприятий должна была обеспечить постоянный надзор за такими работниками. Те, кто не относился к этой категории, могли самостоятельно искать себе работу. В отдельных случаях им разрешалось работать за пределами поселения. Порой органы НКВД вступали в конфликт с местными органами власти, требуя более рационального использования труда депортированных.
По данным МВД, число работающих вайнахов стабильно превышало число трудоспособных. В Казахстане трудоспособными были признаны 155 тысяч депортированных с Северного Кавказа, а трудились более 171 тысячи, из которых 7,5 тысячи считавшихся нетрудоспособными и 13,5 тысячи подростков. Это объяснялось исключительно тяжёлым материальным положением горцев, вынуждавшим трудиться не только трудоспособных взрослых, но и детей, и больных. В ряде случае вайнахи работали без спецодежды и обуви и не имели никаких преимуществ в улучшении бытовых условий или получении других видов вознаграждения, но при этом не отставали от других работников.
Спецпереселенцам, в качестве награды за добросовестный труд, выдавали мелкий и крупный скот, что для них в тот период было важнее других наград. По данным НКВД, к 1947 году голод среди чеченцев и ингушей почти прекратился. Это объяснялось тем, что большинство вайнахов обзавелось собственным хозяйством, имело крупный и мелкий скот, домашнюю птицу, собирало хорошие урожаи с приусадебных участков и огородов.
В ряде колхозов спецпоселенцы работали лучше местных колхозников. Так было, например, в колхозе «Контоновская коммуна», где чеченцев ставили в пример местным сельчанам. Бабит Шамсуди за первое полугодие 1946 года выработал 346 трудодней, Ибрагим Деркин — 306 трудодней, Шедит Ахметов — 295. Никто из местных колхозников не наработал столько.
Чабан Ахмет Сапаров в 1952 году получил первую Почётную грамоту Верховного Совета Казахской ССР, через год был удостоен звания Заслуженный мастер животноводства, в 1963 году получил вторую Почётную грамоту Верховного Совета. От простого чабана он поднялся до заведующего фермой. К нему за опытом направляли выпускников сельскохозяйственный вузов республики. Он был награждён орденами Ленина, Октябрьской Революции, Дружбы народов, медалями «За трудовую доблесть» и «За доблестный труд». В 1971 году ему было присвоено звание Героя Социалистического Труда. Его имя было занесено в Золотую книгу почёта Казахской ССР.
Мады Бахмадов попал в Талды-Курганскую область в 13 лет. Через два года скончался его отец, и ему пришлось взять на себя заботу о семье. За хорошую работу в сельхозбригаде его сделали звеньевым. В 1947 году его бригада собрала большой урожай. Бахмадов и его помощница Вера Несина были представлены к правительственным наградам. Несина была удостоена звания Героя Труда, а Бахмадов, представленный к ордену Ленина, не получил его из-за того, что был депортированным. В 1959 году он вернулся на родину, стал известным овцеводом, был награждён орденом «Знак Почёта», пятью золотыми и четырьмя серебряными медалями ВДНХ. В 1971 году он был удостоен звания Героя Труда.
Секретарь Акмолинского горкома партии А. Андреев сетовал, что областные газеты не пишут на своих страницах о передовиках производства из числа вайнахов.
В одной из тракторных бригад Бурненской МТС Джувалинского района среди депортированных чеченцев снизился уровень трудовой дисциплины. Районное отделение милиции командировало туда чеченского духовного авторитета Куку Кушаева. После проведённой им работы производительность труда бригады поднялась до 230 %, и в 1946 году она вышла на первое место.
Спецпереселенцев начали представлять к государственным наградам с 1948 года. В Казахстане было почти 5 тысяч стахановцев и ударников труда из числа чеченцев и ингушей. 56 из них были награждены медалью «За доблестный труд», 278 были премированы скотом, 3449 — деньгами и промышленными товарами. К званию Героя Социалистического труда были представлены 8 спецпереселенцев, а ещё 71 — к орденам и медалям.

## Позиция международного сообщества

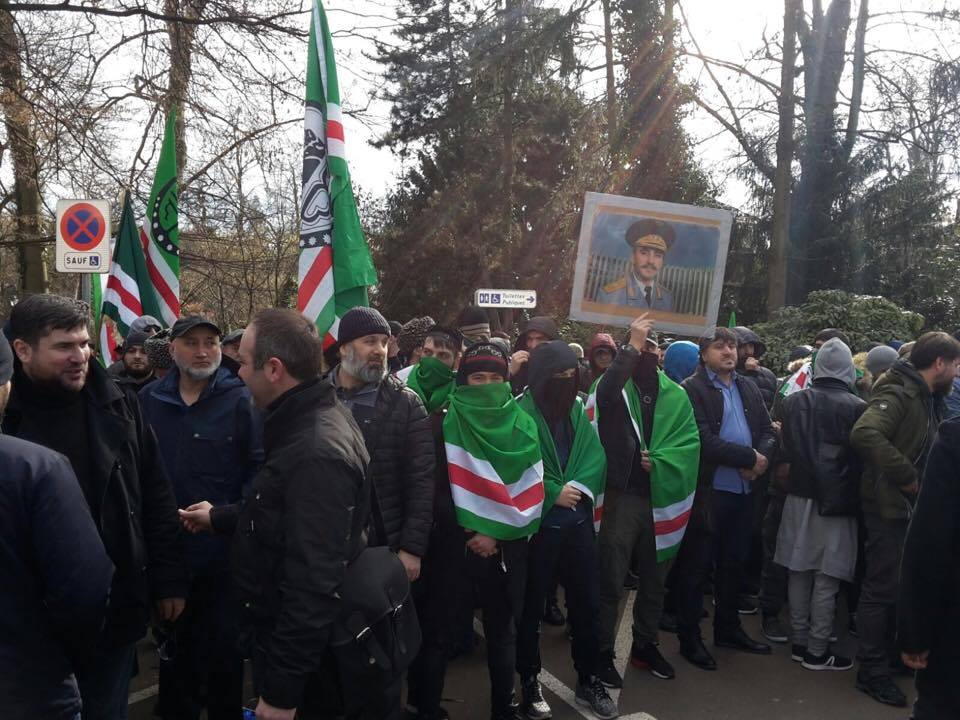
Митинг в Страсбурге представителей чеченской диаспоры во Франции 23 февраля 2017 года в память депортации чеченцев и ингушей

В годы Второй мировой войны союзники СССР либо полностью игнорировали факты депортации, либо одобрительно отзывались о депортации немцев как о ликвидации «пятой колонны». После начала холодной войны западные страны стали поднимать вопрос о депортациях в СССР, в том числе и на заседаниях ООН. Позиция советских дипломатов, требовавших, например, деколонизации Африки, наталкивалась на встречные обвинения в депортациях народов Советского Союза.
Чеченцы и ингуши, проживавшие за границей, например, потомки переселившихся в XIX веке в Османскую империю, развернули активную борьбу за восстановление попранных прав своих соплеменников. Они создавали организации, которые требовали от своих стран и международных организаций использовать своё влияние для воздействия на политику СССР в этом вопросе. Особенно активными в этом были чеченские диаспоры в Иордании, Турции, США.
Большую деятельность в этом направлении развернул Абдурахман Авторханов. Он в течение многих лет вёл борьбу за возвращение депортированных народов и их реабилитацию. В 1952 году в Мюнхене была издана его книга «Убийство чечено-ингушского народа. Народоубийство в СССР». Эта книга была переведена на многие языки и в значительной степени сформировала западное общественное мнение по этому вопросу.

## Реабилитация

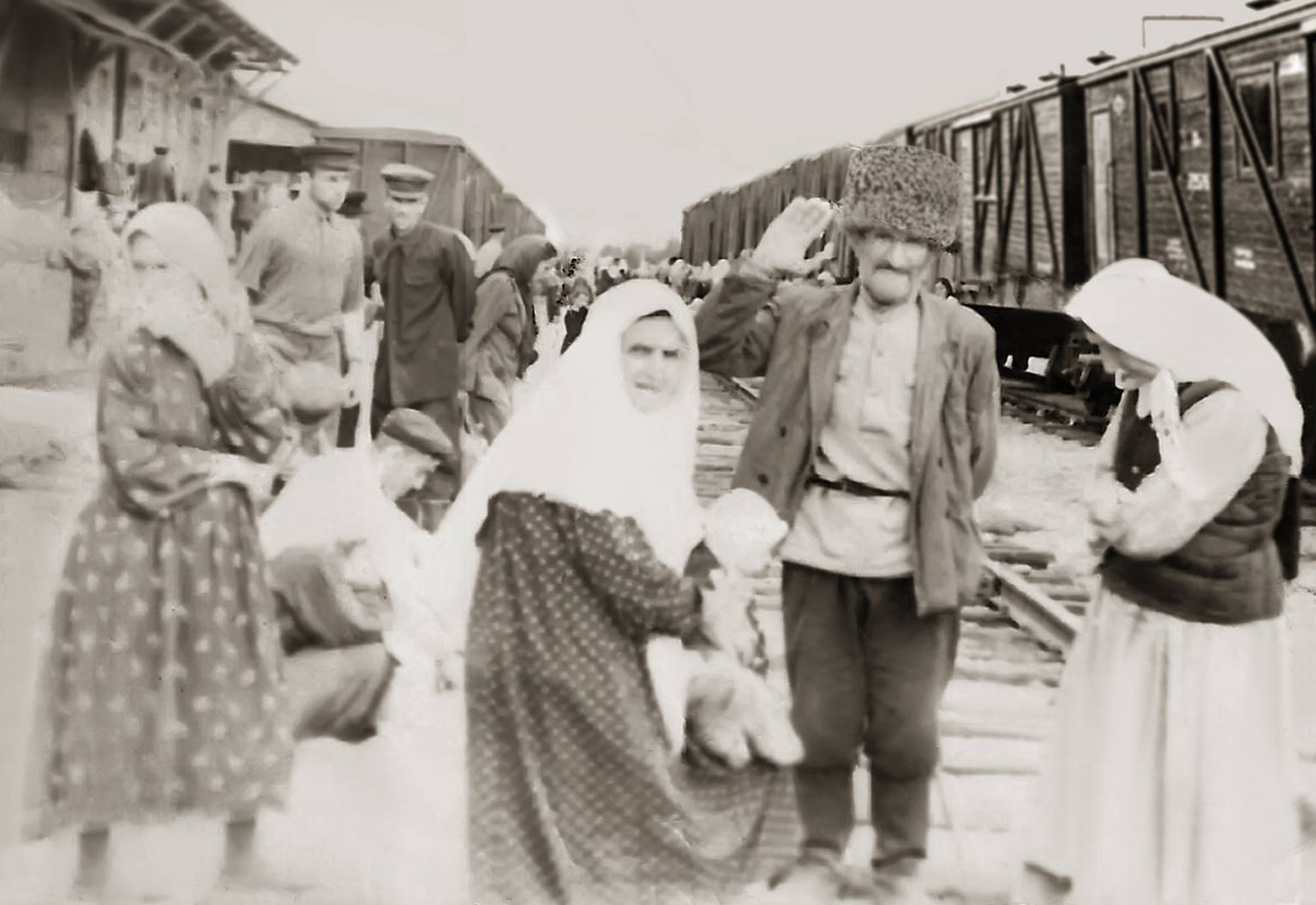
На вокзале. 1957 год. Фрунзе. Жители села Юрт-Аух возвращаются на родину.

Возвращение чеченцев и ингушей на родину.

После смерти Сталина и расстрела Берии у депортированных народов появилась надежда на реабилитацию и возвращение на родину. Известные представители репрессированных народов и простые граждане стали настойчиво обращаться во властные органы со своими просьбами, главной из которых была безотлагательно вернуть депортированные народы и снять с них обвинения в коллаборационизме.
12 июня 1956 года была создана комиссия по восстановлению Чечено-Ингушской АССР, которую возглавил А. И. Микоян.
12 июня 1956 года первым, получившим официальное разрешение побывать на исторической родине после долгих лет депортации, был общественный деятель Шатаев Магомед, разрешение было выписано Анастасом Микояном.
Указами Президиумов Верховных Советов СССР и РСФСР 9 января 1957 года Чечено-Ингушская АССР была восстановлена, причём в несколько иных границах, чем при упразднении; в её составе остались переданные в 1944 году из Ставропольского края в Грозненскую область Наурский и Шелковской районы с преобладающим русским населением, но при этом ей не был возвращён Пригородный район, оставшийся в Северной Осетии. Площадь республики после восстановления составляла 19 300 км².
11 февраля 1957 года Верховный Совет СССР утвердил указ своего Президиума от 9 января и вернул в 22 статью Конституции СССР упоминание об автономии.
Из-за непродуманной и непоследовательной реализации постановления, а также сопротивления части партийно-советской номенклатуры в центре и на местах, процесс восстановления затянулся, был сопряжён со многими трудностями и создал новые проблемы. Вследствие взаимных провокаций и при полном попустительстве республиканских властей за 1957 год из республики уехало более 113 тысяч представителей некоренного населения.
14 ноября 1989 года была принята Декларация Верховного Совета СССР «О признании незаконными и преступными репрессивных актов против народов, подвергшихся насильственному переселению, и обеспечении их прав», согласно которой были реабилитированы все репрессированные народы, признаны незаконными и преступными репрессивные акты против них на государственном уровне в виде политики клеветы, геноцида, насильственного переселения, упразднения национально-государственных образований, установления режима террора и насилия в местах спецпоселений.
26 апреля 1991 года был принят Закон РСФСР о реабилитации репрессированных народов, который признал депортацию народов «политикой клеветы и геноцида». Помимо всего прочего, закон признавал право репрессированных народов на восстановление территориальной целостности, существовавшей до антиконституционной политики насильственного перекраивания границ, на восстановление национально-государственных образований, сложившихся до их упразднения, а также на возмещение ущерба, причинённого государством.
26 февраля 2004 года Европейский парламент признал факт депортации чеченцев и ингушей актом геноцида.
Одним из последствий депортации стало возникновение чеченских диаспор в Казахстане и Киргизии.
Поскольку реабилитация не была полной и последовательной, это впоследствии приводило к различным проблемам и конфликтам. Так, Пригородный район, где традиционно жило большое число ингушей, остался в составе Северной Осетии. Желание ингушей вернуться в свои дома встретило противодействие осетин, занявших освободившееся после депортации место. Это привело к возникновению нового очага напряжённости в регионе. Следствием борьбы ингушей за свою территориально-правовую реабилитацию стало проведение в январе 1973 года ингушского митинга в Грозном, который был разогнан властями. Поскольку проблема так и не была решена, это привело к осетино-ингушскому конфликту 1992 года.

## Научные оценки
По мнению американского востоковеда Брайана Глина Уильямса, высокие показатели смертности в ссылке позволяют считать депортацию чеченцев и ингушей геноцидом согласно конвенции ООН.
В связи с тем, что единственным критерием для депортации служила этническая принадлежность спецпереселенцев, что смертность среди них была очень высокой, а в дороге и в местах депортации не были созданы должные условия для их транспортировки, приёма и обустройства, что культура и национальная идентичность депортируемых обрекались на исчезновение, что их ссылка была вечной, статус спецпереселенцев — наследственным, а «самовольный выезд (побег)» из мест «обязательного и постоянного поселения» карался до 20 лет каторжных работ, некоторые исследователи считают, что «фактически (а то и строго юридически)» «Чечевица» является геноцидом. 26 февраля 2004 года это признал Европейский парламент.
С этим не согласны, в частности, специалист по принудительным миграциям в СССР Павел Полян, председатель правозащитного центра «Мемориал» Александр Черкасов и французский советолог Николя Верт. Они полагают, что геноцидом можно квалифицировать только те действия, которые преследуют цель полного физического уничтожения какого-либо этноса, а это не входило в планы советского руководства. Оно стремилось не к тому, чтобы убить каждого члена репрессированной этнической общности, а к тому, утверждает Верт, чтобы лишить эту общность её специфических национальных, культурных и исторических черт, — одним словом, провести «этно-историческую эксцизию». Полян и Черкасов рассматривают сталинские депортации как превентивные или карательные операции, направленные против политически неблагонадёжных контингентов населения: «У тех же чеченцев между 1917 и 1941 годом по весне обязательно возникало какое-нибудь восстание, не было мирных лет, кроме двух-трёх во второй половине 30-х годов: вырвать этот опасный этнический сорняк!»
Историки Николай Бугай и Аскарби Гонов, солидаризуясь со своим коллегой из Адыгеи Адамом Хунаговым, находят спорным и «легковесным» включение понятия «геноцид» в Закон РСФСР «О реабилитации репрессированных народов» от 26 апреля 1991 года, поскольку это понятие подразумевает «комплекс более жёстких мер», чем депортация. По мнению Бугая и Гонова, правительство СССР, прибегая к «весьма жестоким мерам» в виде «Чечевицы», в целом верно расставляло «акценты, базировавшиеся на праве наведения должного порядка в тылу». Однако народ целиком не мог быть виновным, подчёркивают они, а потому «вряд ли» стоило подвергать депортации женщин, стариков и детей, среди которых лучше было бы «проводить работу, вырабатывать новые формы и методы взаимоотношений».
Публицисты Игорь Пыхалов, Сергей Кара-Мурза, Арсен Мартиросян считают, что депортация явилась сравнительно гуманным и спасительным наказанием для чеченцев, так как если следовать букве закона, предусматривавшего за дезертирство, предательство и бандитизм смертную казнь или длительное заключение, то «практически всё взрослое население» республики надлежало бы «поставить к стенке» или «отправить в лагеря». Авторы убеждены, что «Чечевица» не является геноцидом, так как «сознательного уничтожения чеченцев и ингушей не было», а высокая смертность среди них объясняется поразившим СССР голодом, в условиях которого «государство должно было в первую очередь заботиться о лояльных гражданах, а чеченцы и прочие поселенцы во многом оказались предоставлены сами себе».

## Память
В Дагестане, Ингушетии и других регионах России, а также в местах компактного проживания чеченской диаспоры в Европе каждый год 23 февраля проходят траурные мероприятия, посвящённые годовщине депортации. В Дагестане в 2020 году митинг памяти собрал более 10 тысяч участников. В Париже в акции приняли участие не только представители чеченской диаспоры, но и правозащитники из «Чеченского комитета по делам беженцев». Также траурные мероприятия прошли в Вене, Берлине и других европейских столицах.

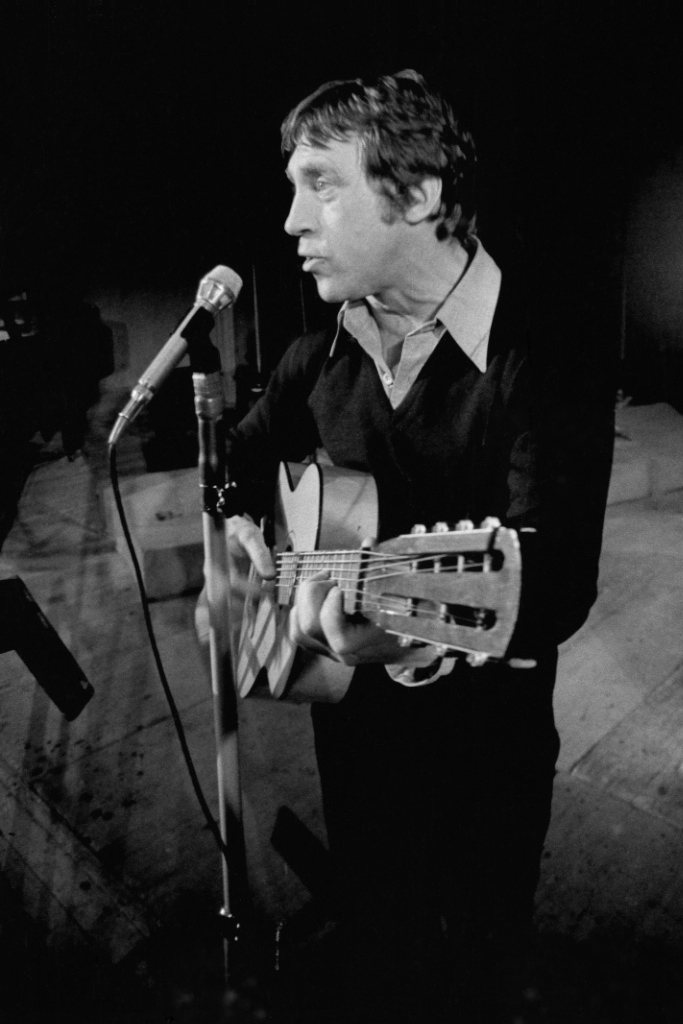
Владимир Семёнович Высоцкий.

В 1953 году Семён Липкин написал поэму «Вождь и племя: туман в горах», посвящённую чеченцу, скрывшемуся от депортации в горах. В 1980 году он же написал повесть «Декада», посвящённую депортации тавларов (вымышленного собирательного кавказского народа).
В 1977 году Владимиром Высоцким была написана посвящённая депортации вайнахов песня «Летела жизнь».
… Нас закаляли в климате морозном,
Нет никому ни в чём отказа там.
Так что чечены, жившие при Грозном,
Намылились с Кавказа в Казахстан…
В 2012 году в издательстве «Амфора» (Санкт-Петербург) был издан третий том иллюстрированного собрания сочинений Высоцкого, названный по первым словам песни «Летела жизнь в плохом автомобиле» (составитель П. Фокин), в который вошёл текст этой песни.

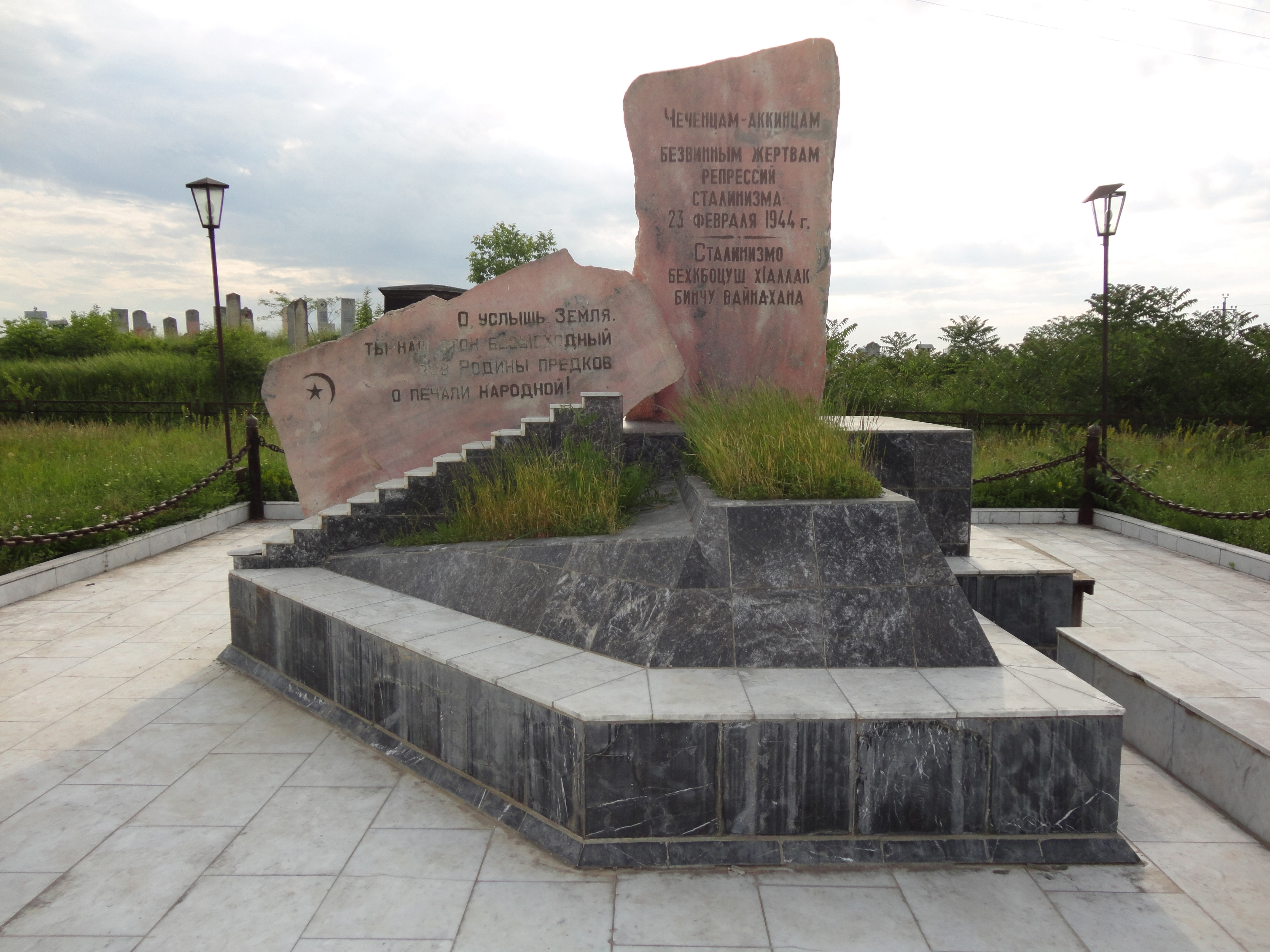
Памятник жертвам сталинизма чеченцам-аккинцам.

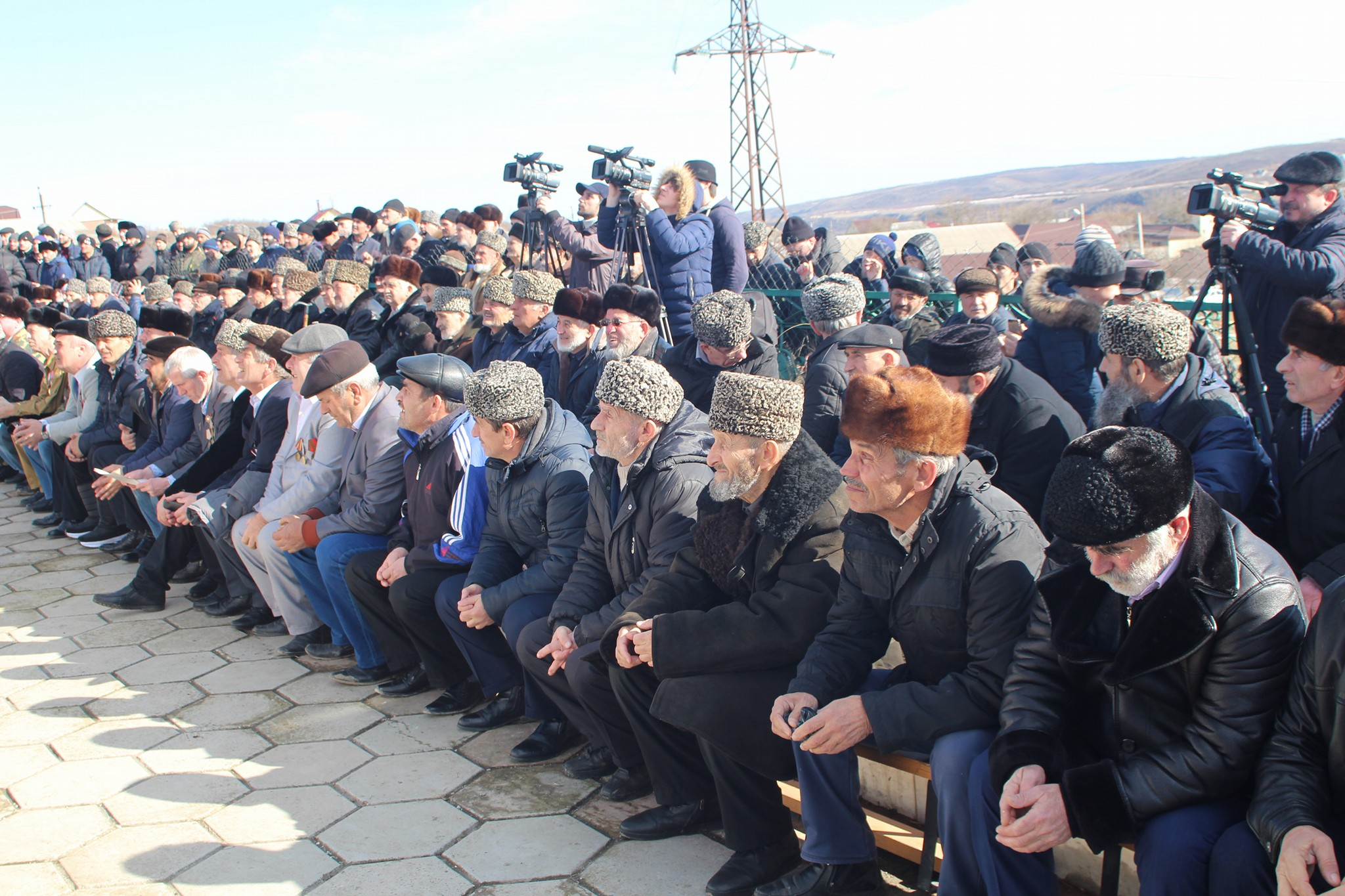
Митинг жителей Ауха 23 февраля 2017 года, посвящённый годовщине депортации.

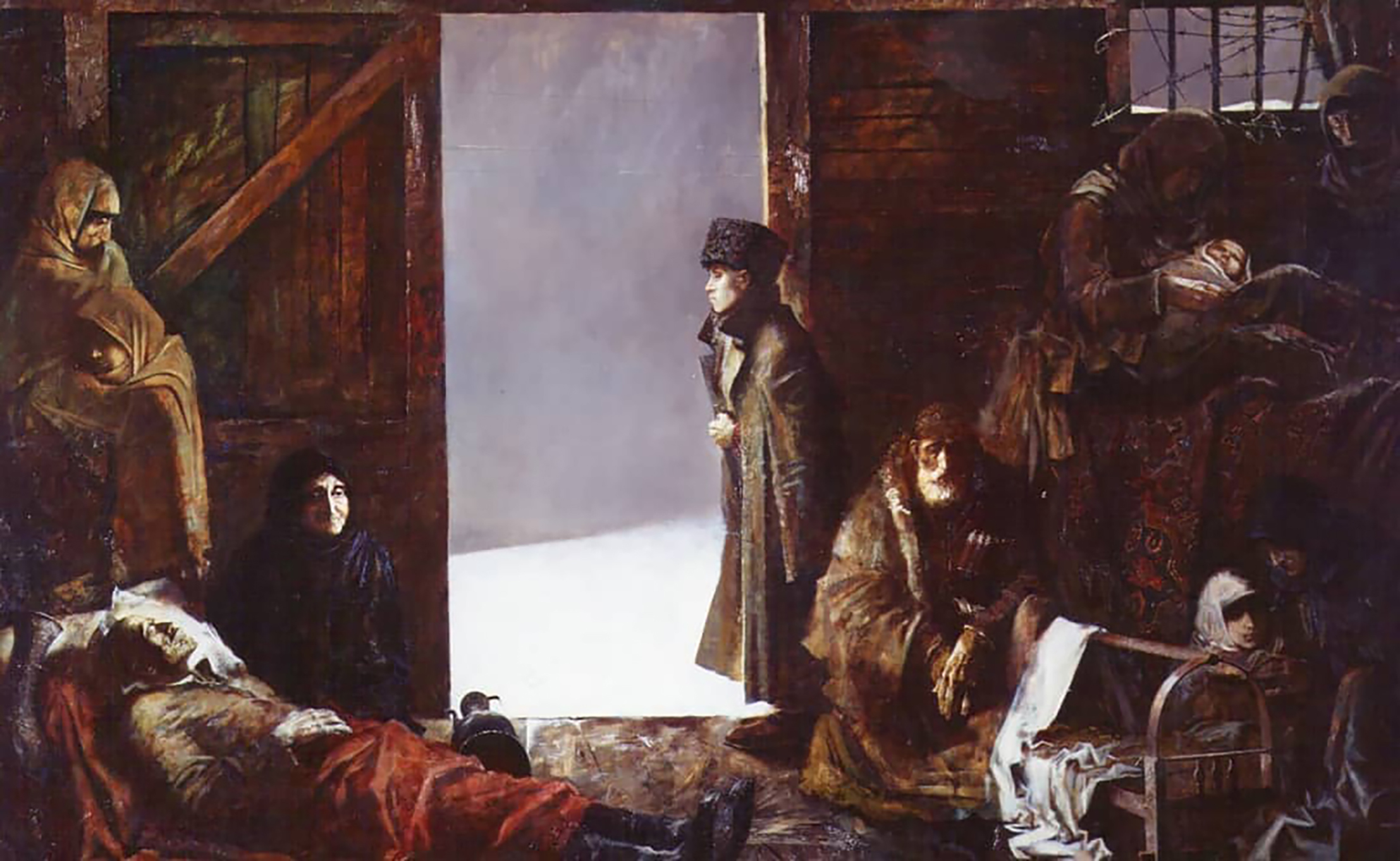
Султан Юшаев. С родной земли.

Депортации вайнахов посвящена книга Анатолия Приставкина «Ночевала тучка золотая». Её публикация в 1987 году в журнале «Знамя» вызвала большой общественный резонанс. В следующем году она была отмечена Государственной премией СССР, а в 1989 году экранизирована кинорежиссёром Суламбеком Мамиловым.
19 февраля 1989 года в селении Ярыксу-Аух Новолакского района Дагестана был установлен Памятник жертвам сталинизма чеченцам-аккинцам. Памятник был первым такого рода в стране.
23 февраля 1994 года, в день полувекового юбилея со дня начала депортации, в Грозном был открыт Мемориал жертвам депортации 1944 года (располагался на нынешней улице Али Митаева). Автором проекта был Дарчи Хасаханов. В 2008 году был начат процесс «переноса» мемориала на новое место, однако фактически мемориал был демонтирован, а входившие в него надгробные камни использованы при сооружении Мемориала памяти погибших в борьбе с терроризмом.

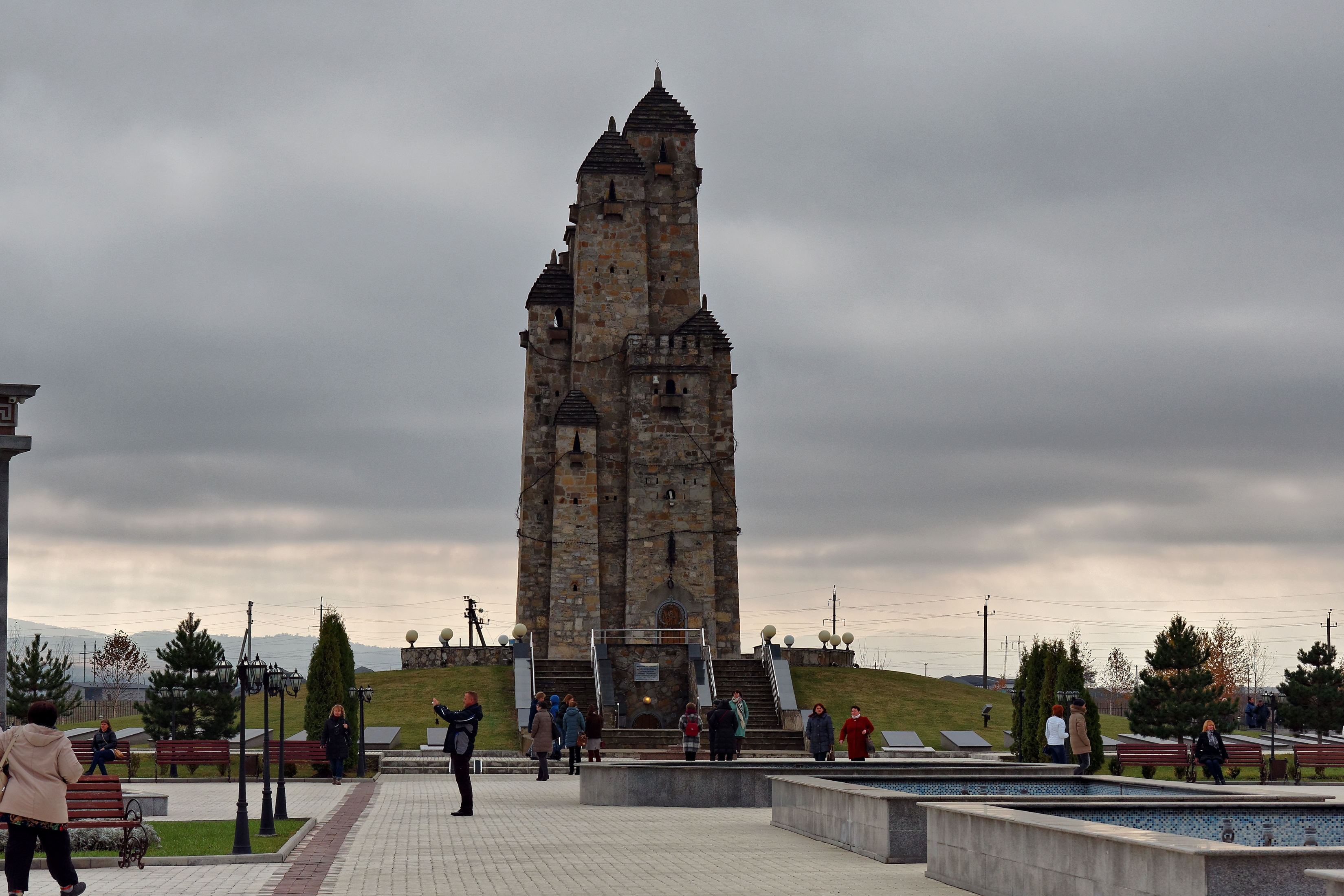
Мемориал «Девять Башен»

23 февраля 1997 года, в годовщину депортации, в Назрани был открыт Мемориал «Девять Башен» по проекту заслуженного художника России Мурада Полонкоева. В 2002 году автор был удостоен за этот проект золотой медали Российской академии художеств. Мемориал является памятником архитектуры и внесён в реестр Академии художеств России.
До 2011 года в Чечне и Ингушетии 23 февраля отмечался День памяти и скорби. В Чечне в 2011 году постановлением главы республики Рамзана Кадырова мероприятия были перенесены на 10 мая — день похорон Ахмата Кадырова. В том же году в Ингушетии мероприятия были перенесены на 24 февраля. По информации бывшего пресс-секретаря президента Ингушетии Калоя Ахильгова, это было сделано по распоряжению из Москвы.
23 февраля 2011 года Архивным управлением правительства Чечни и Комитетом по делам молодёжи при поддержке Парламента республики был открыт сайт «Памяти жертв депортации чеченцев и ингушей 1944 года». На момент открытия база данных сайта содержала данные о 60 тысячах депортированных.
В Казахстане в 2011 году, накануне Дня памяти жертв политических репрессий, который отмечается 31 мая, в Караганде состоялось открытие памятного знака представителям чеченского и ингушского народов, погибшим в годы депортации.
В 2014 году на студии «Грозный-фильм» о событиях того времени был снят фильм «Приказано забыть». Премьера фильма должна была пройти в Грозном 10 мая 2014 года. Однако Министерство культуры России запретило демонстрацию фильма на территории России на том основании, что он, по утверждению министерства, «разжигает межнациональную рознь». В том же году фильм удалось показать во внеконкурсной программе Московского международного кинофестиваля. Произошло это благодаря требованию режиссёра фильма Хусейна Эркенова, которого поддержали кинокритики.
Короткометражный фильм «Февраль» режиссёра и сценариста Руслана Магомадова, затрагивающий тему депортации, стал лауреатом многих всероссийских и международных конкурсов.
В 2017 году, накануне 73-й годовщины депортации, Народное собрание Ингушетии приняло закон «О запрете на территории Республики Ингушетия увековечения памяти Сталина», который запрещает установку памятников Сталину, присвоение его имени городам, сёлам и улицам и размещение в общественных местах и административных помещениях изображений, которые оправдывают деятельность Сталина.
23 февраля 2020 года бывшая улица Заветы Ильича Старопромысловского района Грозного была названа в честь Вахи Алиева — автора письма Сталину. На этой улице установлена памятная стела с портретом Алиева. На стеле приведена цитата из письма Алиева «отцу народов»:
Мы служили Родине верой и правдой не жалея жизни во имя Победы. Тысячи моих земляков остались на полях сражений от Бреста до Сталинграда, а вы назвали нас предателями… Народ никогда не простит вам этого.
На церемонии открытия присутствовал глава республики Рамзан Кадыров.
С тех пор, как об этом стало можно говорить, депортация является постоянной темой художественных, публицистических и научных произведений вайнахских авторов. О депортации писали, например, Магомет Сулаев в романе «Горы не забывают» (чечен. «Лаьмнаша ца дицдо»), Зияудин Абдулаев в книгах «Всполохи» и «Сокрушение идолов», Халид Ошаев («Под кровавыми сапогами»), Хамзат Яндарбиев в книге «Преступление века» и целый ряд других писателей.